# Villa de Mazo
Villa de Mazo es un municipio español situado al sureste de la isla de La Palma, en la provincia de Santa Cruz de Tenerife, comunidad autónoma de Canarias. Tiene una extensión de 71,17 km² y una población de 5070 habitantes (INE 2024). 
Extendiéndose desde la cima de la Cumbre Vieja hasta el mar por su ladera oriental, en este municipio se encuentra el único aeropuerto civil de la isla, el aeropuerto de Mazo. La población se asienta en quince barrios, siendo la localidad de El Pueblo su capital municipal. Le siguen en población Lodero, Monte Breña, Callejones, La Rosa y Montes de Luna.
La Cueva de Belmaco atesora diversos grabados y vestigios de los primeros pobladores del municipio, que en aquel entonces constituía el cantón benahoarita de Tigalate. En la Villa de Mazo actual tienen suma importancia el cultivo de la viña y la artesanía. En expresión de estas dos ocupaciones se desarrollan dos fiestas singulares: el baile del Borrachito Fogatero, declarado bien de interés cultural y, sobre todo, el Corpus Christi, con arcos y alfombras naturales elaborados por cada uno de los barrios, y que forma parte de las fiestas de Interés Turístico Nacional de España.

## Toponimia
Distintas crónicas de finales del siglo xvi hacen referencia al topónimo Maso. En su obra sobre la conquista, Abréu Galindo habla de «el quinto señorío, Tigalate y Maso hasta Tedote, donde al presente llaman la Breña» para refererise al cantón de Tigalate.

... el sitio de Mazo, que así se llama por una punta que avanza en el mar, la punta de Mazo, por ser de gruesas rocas, bastante ancha y larga, en su extremo redonda y en la parte de tierra delgada, de manera que tiene la forma de una maza de machacar lino; [pelo que ihe chamaram ponta do Maço e depois ficou Mazo]
Gaspar Frutuoso. Saudades da Terra. Libro I (1590) (Traducido del portugués)

La investigación contemporánea coincide en señalar que Mazo es un topónimo de origen prehispánico. Dominik Wölfel sugiere que podría corresponder a diversas palabras en bereber, como muzzu (ser espacioso), mas (remover), omez (río), o amuz (riego, pozo). Abrahan Loutf se inclina por estas interpretaciones, proponiendo una forma similar en el habla chelja, amsu (abrevadero), con el prefijo m- que denota abundancia, indicando 'lugar donde hay agua para beber', usualmente destinado al ganado. Ignacio Reyes cree por su parte en la etimología mazu con el significado de 'vertiente o falda (de montaña)'.
Tras recibir el título de villa en 1868, el municipio de Mazo pasó a llamarse Villa de Mazo en abril de 1956, a instancias de la delegación provincial del Instituto Nacional de Estadística, por la necesidad de diferenciar al municipio de otros lugares de la geografía peninsular que poseían igual o parecido nombre, aunque hasta 1958 no lo aprobará el Consejo de Ministros.
El gentilicio es macense o mazuco, -a.

## Símbolos
Tras un paréntesis de casi 20 años, la cuestión de la creación del escudo heráldico del municipio se retoma en los años 1990. Éste es aprobado por la Comisión Heráldica de la comunidad autónoma de Canarias, llegando la aprobación definitiva de la Consejería de la Presidencia el 15 de marzo de 1994. El escudo se blasona de la siguiente manera:

Escudo medio partido y cortado, 1) de gules (rojo) un peine de oro y un báculo de lo mismo puesto en aspa surmontado por una mitra de oro cargada de una cruz latina de sinople (verde), sin ínfulas y terciada a la siniestra, 2) de oro un racimo de uvas al natural, 3) de plata una montaña de sinople (verde) con una cueva de sable (negro) sobre ondas de azur y plata. Al timbre corona real cerrada.
Boletín Oficial de Canarias 1994/052 de 27 de abril de 1994

El primer cuartel simboliza a San Blas, patrón de la localidad. En representación de la agricultura, el segundo cuartel incluye un racimo de uvas, destacando la importancia de la viticultura y la producción de vino malvasía, especialmente en el Hoyo de Mazo. En el tercer cuartel se representa la montaña y las ondas marinas, reflejando la geografía del municipio, desde el mar hasta la cumbre. También se alude a la memoria de los benahoaritas con la representación de la cueva de Belmaco, yacimiento arqueológico relacionado con la antigua morada regia del cantón de Tigalate. Finalmente, la corona real del escudo simboliza el vínculo con el escudo constitucional español.
Por Orden de la Consejería de Presidencia y Justicia del Gobierno de Canarias de 7 de noviembre de 2006 se aprueba la bandera oficial de Villa de Mazo, presentada posteriormente el 18 de marzo de 2007, día del municipio. La descripción textual de la bandera es la siguiente: 

Paño rectangular de seda, tafetán, raso, lanilla o fibra sintética, entre otras y según los casos, con una proporción de 2:3 (una vez y media más largo que ancho), compuesta de dos franjas verticales e iguales siendo rojo burdeos al asta y de oro al batiente. Si la bandera ostentara el escudo heráldico del municipio, éste será colocado en el centro de la misma.
Boletín Oficial de Canarias 2006/221 de 14 de noviembre de 2006

Los colores de la bandera se justifican por ser los esmaltes de los dos principales cuarteles del escudo heráldico. Destacando la actividad vitivinícola de Villa de Mazo, el rojo burdeos representa los vinos tintos, mientras que el oro simboliza los vinos blancos, especialmente los Malvasía. Además, el oro evoca la luz, el sol y la festividad del Corpus Christi, de gran devoción en el municipio.

## Geografía

Término municipal con respecto a la isla

El municipio de Villa de Mazo se ubica en la vertiente este de la isla de La Palma, casi en su extremo sur, y ocupa la mayor parte de la fachada oriental de la Cumbre Vieja, un área volcánica con suelo joven y permeable. Su superficie es de aproximadamente 70,47 km², lo que representa el 10% de la isla, siendo el tercer municipio más grande de La Palma, después de El Paso y Garafía. Antiguamente su territorio era mayor, pues hasta 1837 incluía lo que hoy es Fuencaliente. A pesar de la reducción de su extensión, el término municipal sigue siendo amplio, con un hábitat disperso en quince barrios, aunque en 1940 contaba con 49 entidades poblacionales.

En forma de flecha, con la punta dirigida hacia el norte mientras se estrecha y se inclina en dirección meridional, limita al norte con el municipio de Breña Baja, con Fuencaliente al sur a través de las coladas históricas del Volcán Martín, y por el oeste hasta la montaña Pelada, donde pasa a lindar con El Paso en la cima de la Cumbre Vieja, que se acerca a los 2000 metros de altitud en sus puntos culminantes. Al este, el municipio bordea el océano Atlántico. La capital municipal (El Pueblo) se encuentra a una altitud de 500 metros sobre el nivel del mar y a una distancia de unos 12 kilómetros de Santa Cruz de La Palma.
|                | Norte: Breña Baja             |                        |
| Oeste: El Paso |                               | Este: Océano Atlántico |
|                | Sur: Fuencaliente de La Palma |                        |

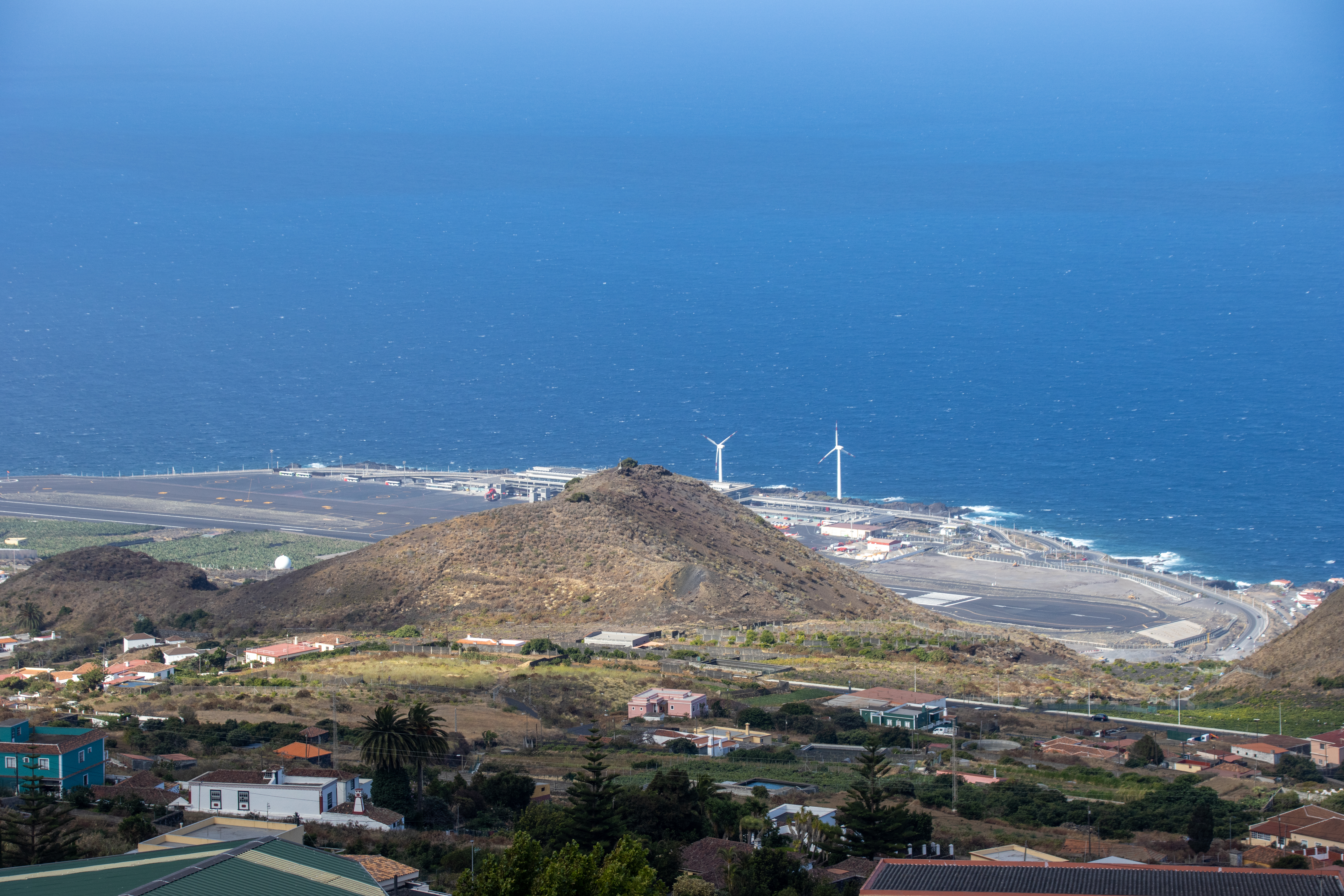
Montaña de La Centinela.

La topografía y la actividad volcánica han condicionado la ocupación del territorio, especialmente en las medianías, donde se ha aprovechado el potencial agrícola de los suelos. El territorio se caracteriza por una amplia y empinada ladera con pendientes que varían entre el 25% y el 50%, siendo más suaves en el norte, donde se ubica la mayor parte de la población, y más pronunciadas en el sur, área de las coladas volcánicas recientes. Mazo forma parte del área más joven de la isla, constituida por materiales del segundo ciclo que dan lugar a numerosos conos volcánicos, especialmente en la cumbre y alrededor de la capital municipal. Los materiales surgidos de estos conos crearon rellanos y hoyas que favorecen la agricultura y el asentamiento humano en un terreno abrupto. Los suelos del área son poco evolucionados debido a su juventud geológica, con presencia de escorias y piroclastos. En la zona baja y las áreas más recientes dominan los litosoles, mientras que en medianías y en las áreas más altas, la humedad favorece la creación de suelos de calidad, como los andosoles, que sustentan formaciones vegetales como la laurisilva y el fayal-brezal. Mediante la sorriba, estos suelos han sido trasladados hacia zonas de costa para ser explotados en cultivos como el del plátano. Las características volcánicas que le hace poseedor de un suelo joven y permeable, no han impedido que diversos temporales hayan causado numerosas pérdidas en propiedades y habitantes del municipio. 

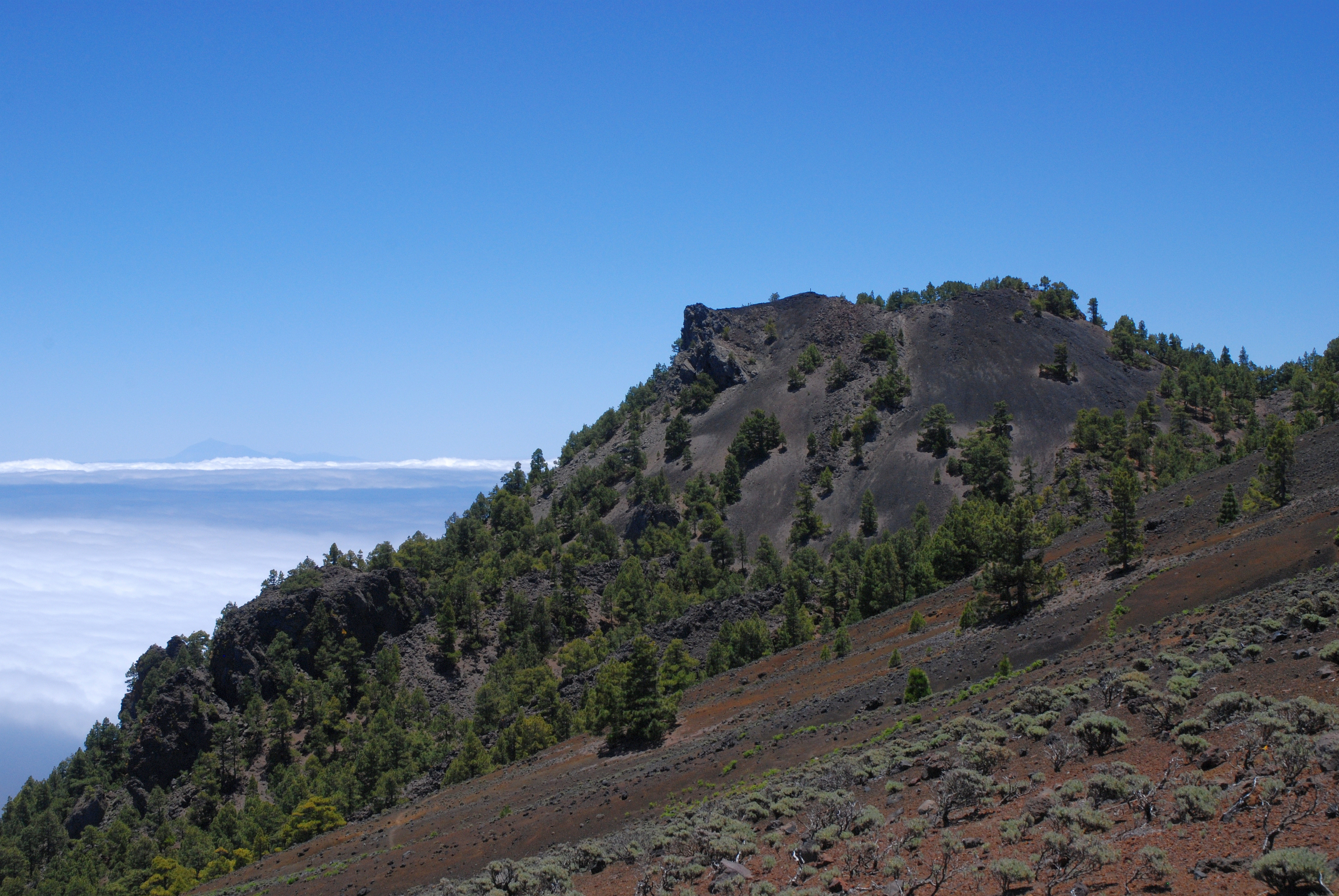
Roque Nambroque

En la cumbre destacan un conjunto de conos volcánicos de época histórica o subhistórica, como la montaña de Nambroque, a 1922 m s. n. m., La Deseada, con 1949 m de altura, la montaña de El Cabrito, que alcanza los 1860 m y el volcán Martín, con 1598 m. Este tramo de cumbre comienza en la degollada entre las montañas de La Barquita y Magdalena, continuando al sur con el pitón fonolítico de Nambroque, notable por su coloración clara. A sus pies se hallan las lavas de La Malfurada. En esta área se produjo la erupción de 1949, que comenzó en el cráter de El Duraznero y se extendió hacia el de Hoyo Negro. En su vertiente norte, la Montaña de El Caldero se sitúa en un segundo escalón, en los límites con Breña Baja, mientras que en los altos de Tigalate el terreno se abarranca, especialmente al pie de El Cabrito, dando lugar a las Barranqueras, hasta llegar al malpaís del volcán Martín, límite sur del municipio. A menor cota de estos volcanes se ubica el Niquiomo, roque fonolítico cortado verticalmente por el lado sur que alcanza una altitud sobre el nivel del mar de 1350 metros. A su norte se localiza la montaña de Tiramazán o el Hoyo del Infierno, y a su sur las de Los Guardias, Vinijobre, La Pantana, etc.
En el norte de las medianías se sitúan las montañas de Brejillo y el Búcaro o Espicias. El Pueblo se encuentra al pie de un grupo de volcanes extintos, entre los que destaca la montaña de Las Toscas, con 719 m de altura, la de Los Corderos, Los Ríos-El estudiante y Los Granadillos. En Lodero se localiza la montaña de La Centinela, y en Callejones la de Los Valentines. En la mitad sur de las medianías destacan las montañas de Tirimaga y Las Jaras, y hoyos (cráteres volcánicos) como los de Camacho, Cazuela y Las Calderetas de Mancha Blanca.

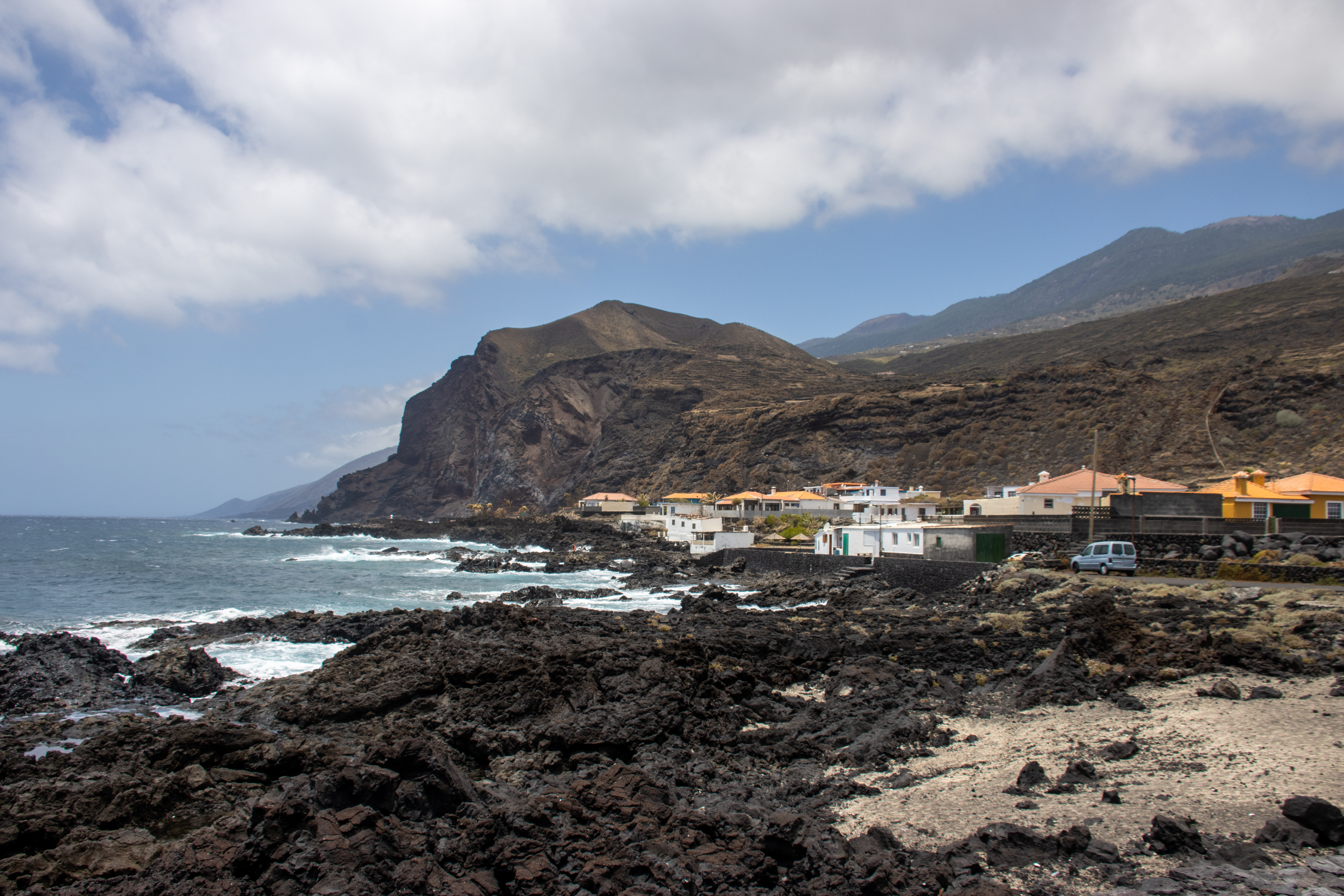
La Salemera. Al fondo, la montaña de El Azufre

Villa de Mazo presenta, por lo general, una costa alta y recortada, formada por un acantilado modelado por la erosión marina. No obstante, sobresalen algunas plataformas costeras generadas por la intrusión de las coladas de lava en el mar, poco afectadas por la erosión marina. En el extremo norte se encuentra una de estas plataformas, la costa de La Bajita-Caleta del Palo, donde se construyó el aeropuerto. Hacia el sur, se halla la Montaña de Las Goteras, una formación hidromagmática resultado de erupciones explosivas en contacto con agua, parcialmente erosionada por el mar y modificada artificialmente para facilitar el acceso aéreo. Entre esta montaña y la de El Azufre, hay un nuevo tramo de costa baja con pequeñas playas, destacando la de Arenas Blancas, donde se asienta el núcleo de La Salemera. La montaña de El Azufre constituye un Monumento Natural que incluye el cono volcánico y una parte litoral acantilada, con una extensión hacia el norte/noreste cerca de las Puntas del Azufre, y abarcando al sur la Playa del Azufre y el tramo final del barranco de La Lava. En el sector entre Arenas Blancas y Punta Tigalate la verticalidad del acantilado es notable, mostrando apilamientos de lava y piroclastos. Aquí aparece el saliente de La Barqueta (otra pequeña plataforma), y tras él la costa se curva, formando un acantilado de casi 100 metros de altura, con mayor prominencia entre Punta Salinetas y Punta Martín, al sur. En los límites con Fuencaliente, la costa se caracteriza por una pendiente pronunciada que conecta directamente la cumbre con el mar. Las playas son escasas, pequeñas, de arena basáltica y resguardadas al pie del acantilado costero (la Barqueta, la Martina) o en caletas formadas por erupciones recientes (el Azufre, el Burro, Piedra Nueva, el Porís, el Pozo). En el caso de las Playas de Martín y del Río, estas lavas son las históricas de la erupción de 1646.

### Clima

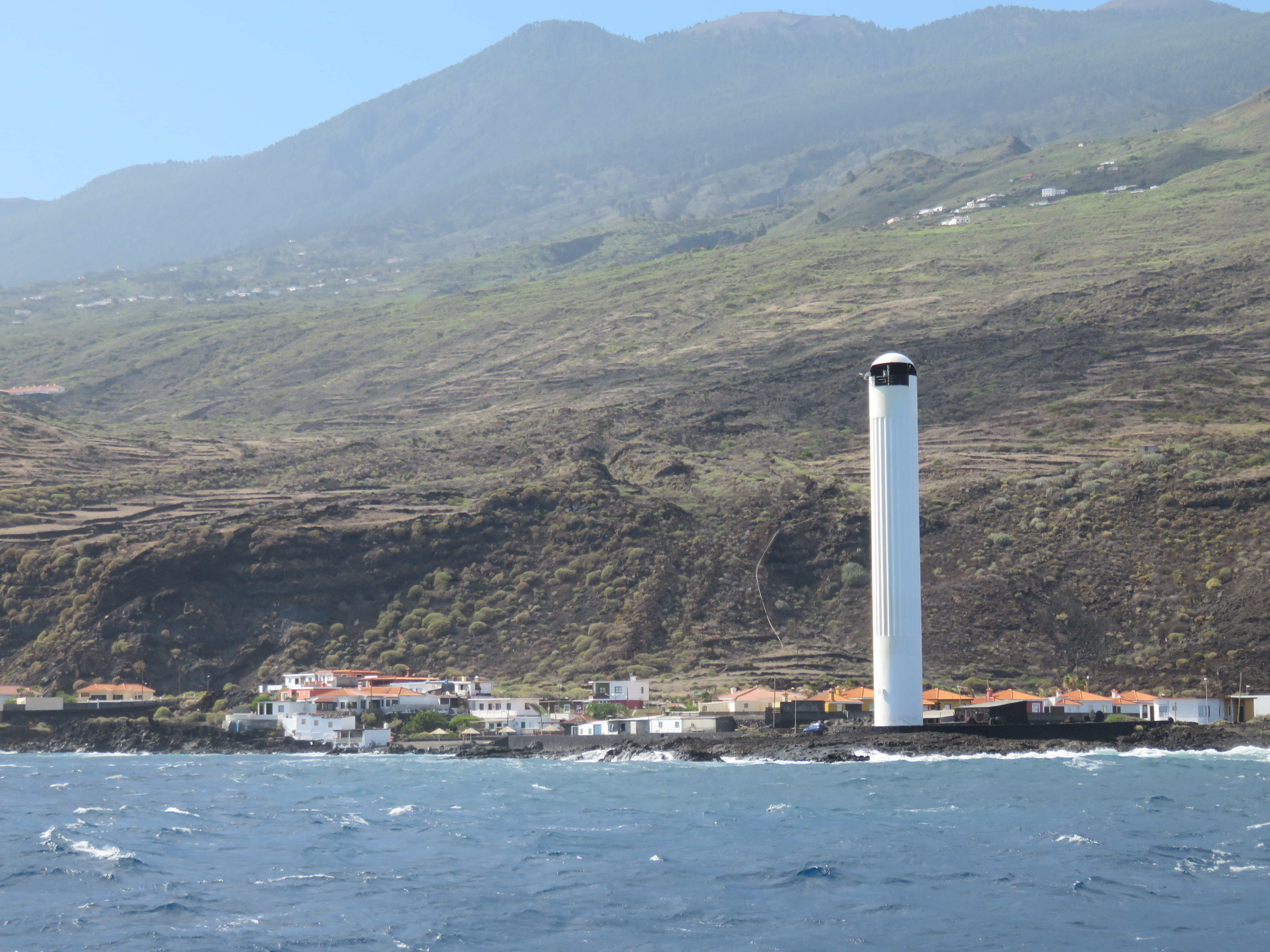
Vista del municipio desde la costa frente a La Salemera

El municipio experimenta un notable escalonamiento climático debido al desigual reparto de las precipitaciones y a las condiciones topográficas del territorio. Este fenómeno da lugar a diversos ámbitos agroclimáticos y paisajísticos, desde la costa pedregosa, con plantaciones de plátanos y viña, hasta las cumbres, donde predomina el pinar por encima de los 1300 metros. La geografía del municipio, marcada por montañas y conos, la orientación Norte-Sur de la Cumbre Vieja y la ubicación en la fachada oriental de La Palma, a barlovento de los vientos alisios, influyen significativamente en su clima, en la distribución de la vegetación y en la ocupación humana. El relieve central de la isla favorece las precipitaciones, que aumentan con la altitud hasta el nivel de inversión del alisio, pero luego disminuyen hacia la cumbre. La disposición de las montañas canaliza el flujo del alisio, lo que lo convierte en un viento seco que acelera su recorrido de norte a sur. El choque del alisio con el relieve en la vertiente de barlovento crea un clima de semisotavento en su cara opuesta, lo que reduce las precipitaciones, la humedad y aumenta la velocidad del viento. Esta dinámica climática genera un sur del municipio más árido, ventoso y con menor población, en comparación con el norte. La diferencia se hace evidente a partir de la montaña de Tirimaga, donde el brezo crece inclinado debido al viento. A medida que el relieve gira hacia el Suroeste, se crea una sombra pluviométrica que empeora las condiciones de humedad, lo que provoca la desaparición del fayal-brezal en los altos de Tigalate y su sustitución por pinar. Esta reducción de humedad también afecta a los pisos de vegetación y a los cultivos, que actualmente se limitan principalmente a los viñedos en las zonas bajas.

### Vulcanismo

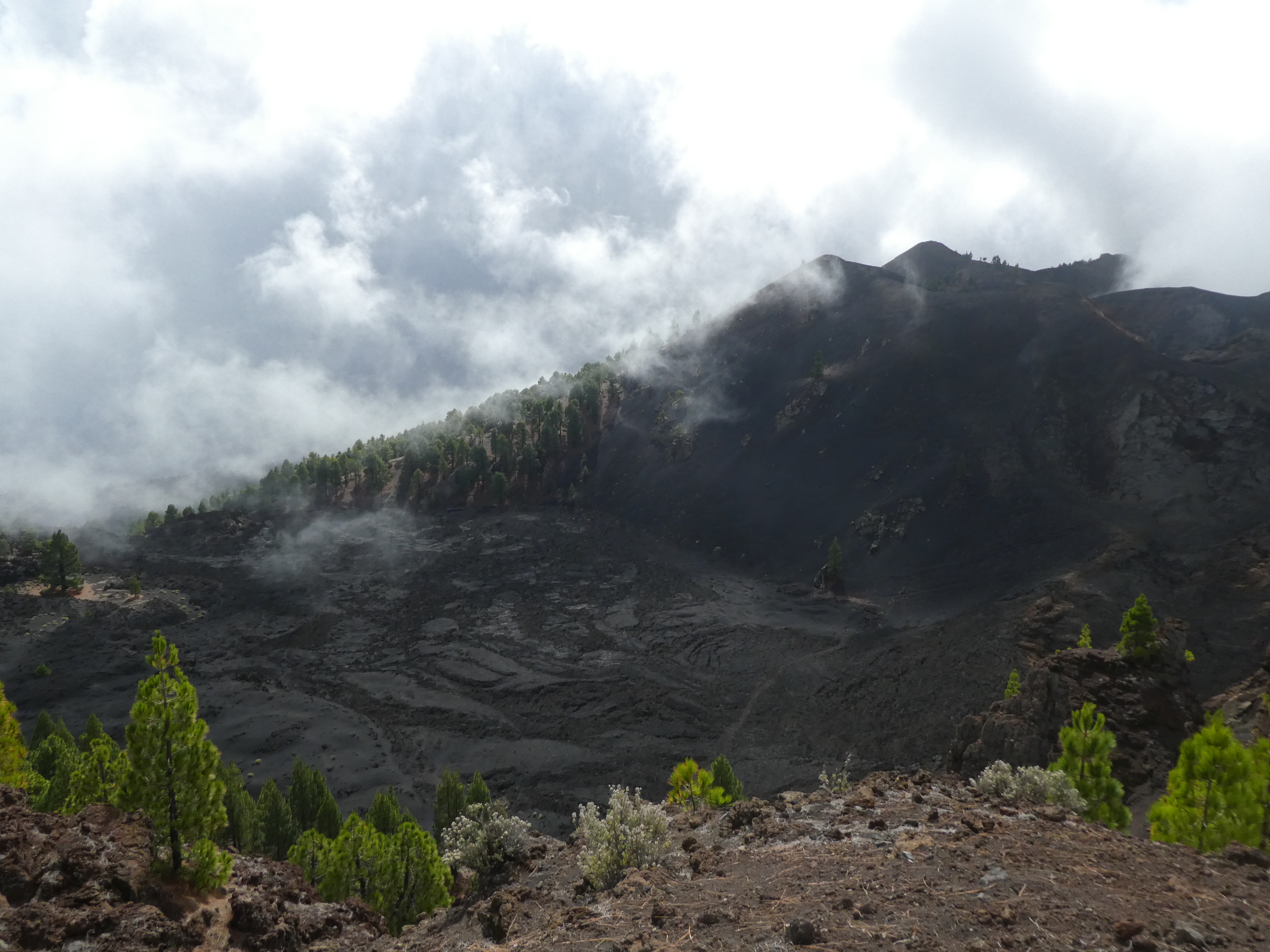
El Duraznero

Este término forma aproximadamente la mitad de la extensión total del flanco este de la Dorsal de Cumbre Vieja. Hacia el sur son particularmente evidentes los malpaíses formados por las corrientes de lava que atraviesan el territorio de oeste a este, con apilamientos de lava y piroclastos en el acantilado entre Arenas Blancas y Punta Tigalate. Sus materiales volcánicos han sido clasificados en diversas unidades según su antigüedad, las erupciones antiguas (125.000-20.000 años) y las lavas de erupciones más recientes (20.000 años hasta la actualidad). Toda el área de cumbres del municipio, que coincide con el eje estructural de la dorsal, es relevante debido a la alta concentración de centros de emisión y una gran variedad de estructuras volcánicas relacionadas con el volcanismo basáltico fisural de baja a moderada explosividad. Destacan los roques de Nambroque y Niquiomo, ejemplos de los domos sálicos de la dorsal de Cumbre Vieja. También existen formaciones hidromagmáticas, como la Montaña Goteras, relativamente rara en la isla y con características únicas de formación resultado de erupciones explosivas en contacto con agua. La zona también alberga coladas más recientes que cubren gran parte del territorio, principalmente al norte del Barranco de la Lava, provenientes de conos de cínder en el eje estructural de la dorsal. Destacan también, por su relevancia geomorfológica, espeleológica y faunística, a menudo con endemismos locales, tubos volcánicos como las Cuevas del Salto de Tigalate, la del Canal y la de Los Caños. Estas cuevas son pequeñas en su manifestación superficial, pero pueden ser mucho más extensas bajo tierra.
En Villa de Mazo se han desarrollado dos de las seis erupciones históricas ocurridas en la isla de La Palma:
- La erupción de Tigalate o Martín comenzó el 1 de octubre de 1646 y duró 82 días. Se abrió una fisura eruptiva en dirección N-S al este de la Hoya de la Manteca, a unos 1500 metros sobre el nivel del mar. A lo largo de esta fisura se formaron varios conos de escorias que emitieron lavas hacia el sur, que llegaron a la costa entre Punta Tigalate y la Baja de la Arena, formando plataformas costeras en las áreas de Punta Tigalate, El Morrón y Punta Martín. La erupción arrojó lapilli y cenizas que cubrieron amplias zonas, afectando los pastos y causando pérdidas de ganado.
- El volcán del San Juan en 1949, comenzó el 24 de junio y terminó el 31 de julio, aunque tuvo fases de reactivación volcánica posterior. Los cráteres del Hoyo Negro y Duraznero fueron los principales centros de emisión. El cráter del Duraznero, compuesto por dos bocas coalescentes, emitió lavas fluidas que, el 30 de julio, se canalizaron por el barranco de la Jurada (rebautizado como barranco de la Lava) hasta llegar a la zona de Mancha Blanca, sin alcanzar la costa.

### Hidrografía
Las características físicas y geomorfológicas del municipio se distinguen por la ausencia de barrancos de gran desarrollo, como los que se encuentran en la mitad norte de la isla. La red hidrográfica es incipiente, y los barrancos son poco frecuentes, aunque existen algunas barranqueras. La estrechez de la vertiente meridional y la juventud geológica de la zona limita el desarrollo de un sistema de drenaje eficiente. Como resultado, la red de drenaje se compone principalmente de barranqueras paralelas y cercanas, lo que reduce el tamaño de sus cuencas. Los principales barrancos del municipio son el de San Blas, Romero, San Simón-La Sabina, Las Cuevas, Pinos de Reja, La Jurada o La Lava y Puente Roto-Hondo.
Las precipitaciones son irregulares, y aunque en ocasiones los temporales provocan aluviones violentos, la escorrentía es generalmente escasa. La geología de la zona favorece la infiltración, lo que contribuye a que los cauces lleven más agua en sus cabeceras que cerca de la desembocadura, donde suelen estar secos la mayor parte del año, salvo en grandes lluvias. Los materiales sedimentarios, como los derrubios de ladera y aluviones, son escasos debido a la juventud geológica del área.
El Acuífero de la mitad sur, sobre el que se asienta Villa de Mazo acumula aproximadamente 34 hm³/año, alrededor del 14% del total de agua subterránea de la isla. Sin embargo, su calidad se ve afectada por las emanaciones de gases volcánicos y su mineralización, lo que ha provocado, en el pasado, aguas de baja o muy baja calidad. Así, el abasto en el municipio proviene casi en su totalidad de otras áreas de la isla a través de dos canales (LP-II y LP-III) que atraviesan Mazo de norte a sur a distintas altitudes. A partir de estos canales, se distribuye el agua potable.

### Naturaleza

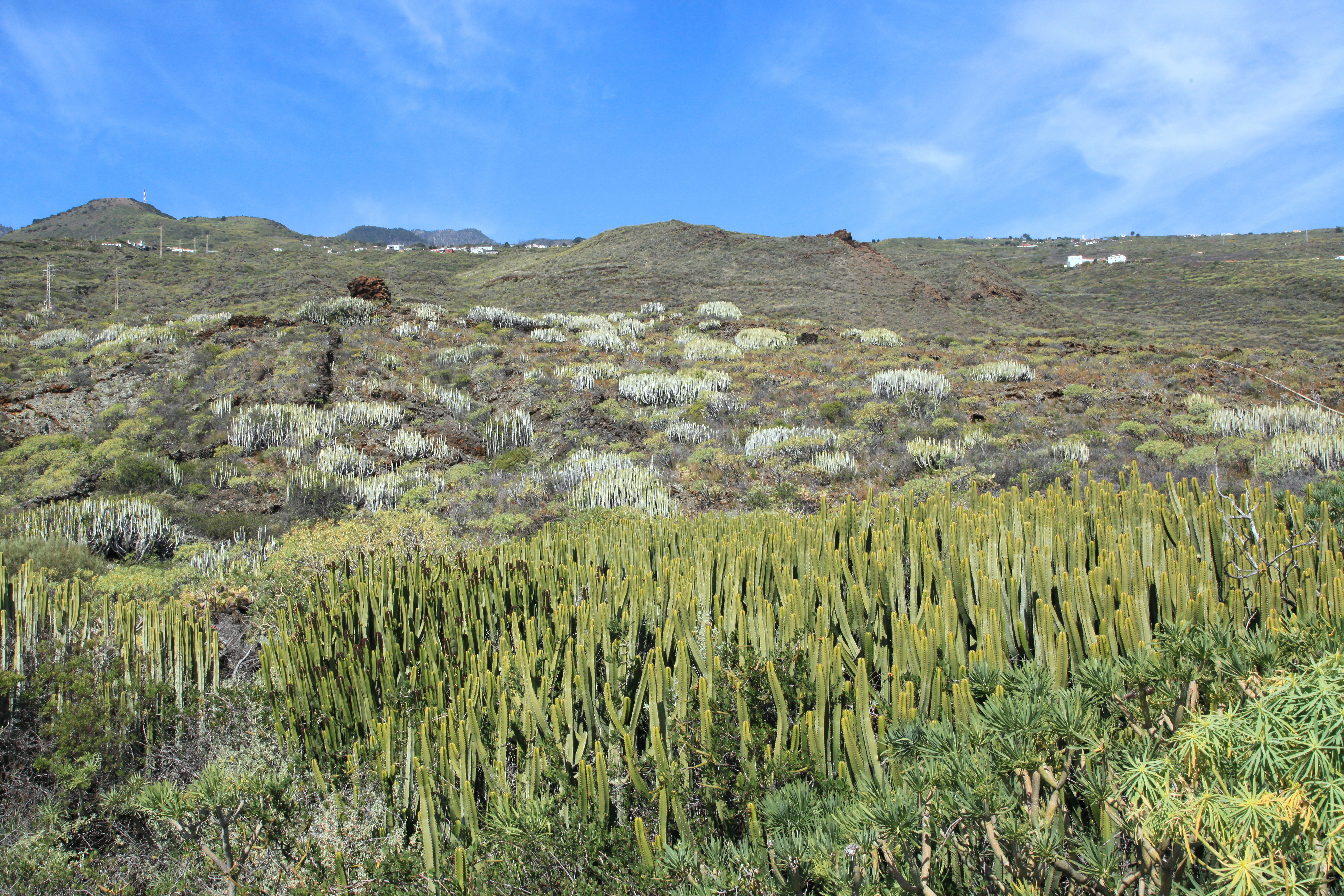
Cardonal en Malpaíses

Villa de Mazo presenta una gran diversidad de formaciones vegetales distribuidas a lo largo de distintos pisos altitudinales, desde vegetación halófila costera hasta bosques como el pinar y el fayal-brezal. El tabaibal dulce y el cardonal dominan las zonas más bajas y áridas, mientras que en las áreas septentrionales más elevadas se encuentran formaciones como la laurisilva, típicas de climas más húmedos y templados. El pinar canario, que se distribuye a partir de los 750 metros de altitud se encuentra fragmentado debido a la repoblación y la intervención humana. Además, existen comunidades asociadas a suelos volcánicos recientes, como el escobonal, el crespar y los complejos liquénicos de malpaíses. La vegetación de la zona ha sido alterada en gran medida por la urbanización, la agricultura y el pastoreo, lo que ha dado lugar a la expansión de matorrales de degradación. El bosque termófilo, el retamar blanco y el palmeral son otras comunidades vegetales destacadas, con una notable presencia de matorrales de sustitución y degradación debido a la actividad humana, aunque aún conserva importantes reductos de ecosistemas naturales en zonas más protegidas y de difícil acceso.
El municipio cuenta también con una notable riqueza faunística, tanto en vertebrados como en invertebrados. En el caso de los primeros, destacan 13 especies endémicas de géneros canarios, 128 endemismos a nivel de especie y 29 a nivel de subespecie. Entre las más relevantes se encuentran dos que figuran en el Catálogo Canario de Especies Protegidas, la thalassophilus subterraneus y la cochinita cegata, ambas asociadas a hábitats cavernícolas. Además, se han identificado 23 especies adaptadas a estos ambientes, incluidas 6 especies singulares y endémicas locales de gran importancia para la conservación. En cuanto a los vertebrados, muchas de las especies se encuentran protegidas por la normativa española y canaria, con especial énfasis en las aves. Entre ellas destacan cuatro especies con altos niveles de protección, como el cuervo canario, la paloma turqué, el falcón y los murciélagos de Madeira y orejudo. Los reptiles, aunque poco diversos, están bien distribuidos en el municipio, destacando lagartos y salamancas, que no están amenazados en zonas poco humanizadas, pero sí en áreas cultivadas como viñedos. En cuanto a los mamíferos, la mayoría son especies introducidas, aunque los murciélagos son autóctonos. Las principales amenazas para la fauna son la deforestación y la roturación de terrenos para actividades agrícolas y urbanísticas, lo que favorece la presencia de especies competitivas que desplazan a las autóctonas.

### Áreas protegidas

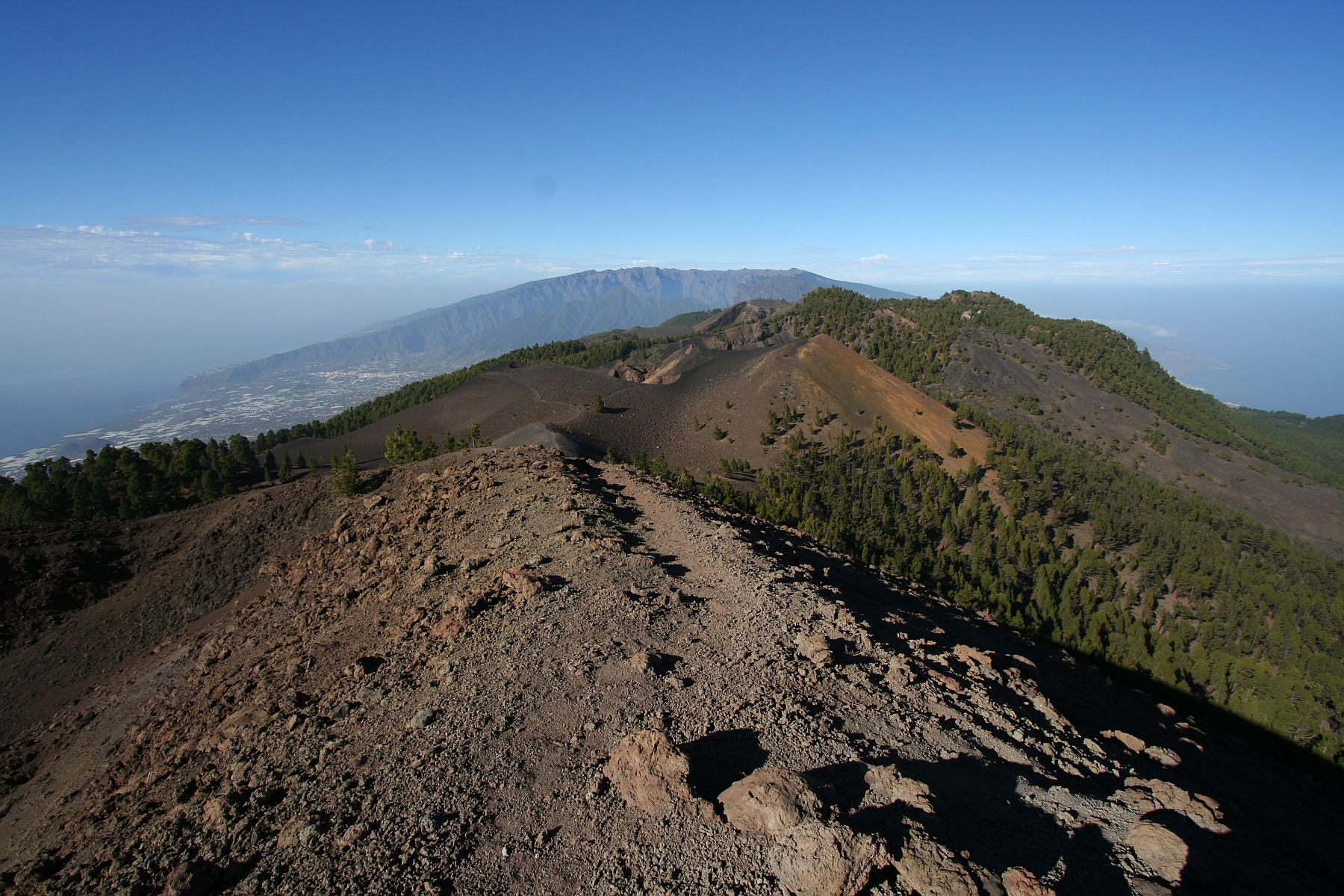
La Cumbre Vieja desde La Deseada

En el término municipal de Villa de Mazo se encuentran parte de dos Espacios Naturales de la red canaria:
- El parque natural de Cumbre Vieja, dorsal montañosa que reúne los conos volcánicos más emblemáticos de la historia eruptiva de la isla. De sus 7500 ha de superficie, un 20% se localiza en Mazo. Entre otros lugares emblemáticos se encuentran: El Roque Niquiomo, el volcán de Martín, el Llano del Jable o el volcán de San Juan.
- El Monumento Natural Montaña del Azufre, antiguo volcán localizado en la costa del municipio, a una altitud de 275 m s. n. m., que destaca como elemento singular y diferenciado del paisaje por su colorido en tonos amarillos, rojos, anaranjados, grises y negros. Sus 75,2 ha abarcan también la playa de arena al sur de la misma, el río de lava procedente de la erupción de 1949 canalizado por el barranco que le da nombre, y el cono de deyección asociado a su desembocadura.

Ambos espacios forman parte de la Red Natura 2000, que además incluye las siguientes Zonas de Especial Conservación en el municipio:
- Montaña de la Breña.
- Montaña de la Centinela.

Una parte del monte del municipio se encuentra dentro de un área prioritaria de reproducción, alimentación, dispersión y concentración de las especies amenazadas de la avifauna de Canarias. Junto con el resto de la isla es reserva de la biosfera.

## Historia

### Etapa benahoarita: antes delsigloXVI

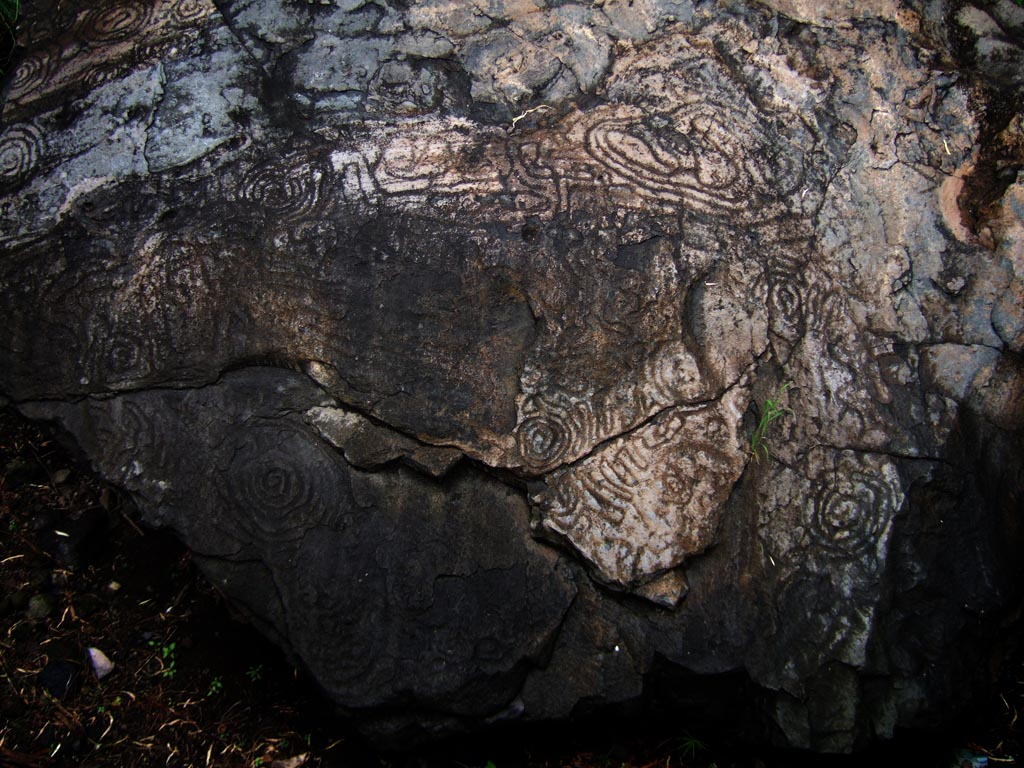
Grabados rupestres en la cueva de Belmaco.

Como en el resto de la isla, los aborígenes benahoaritas fueron los primeros pobladores del actual territorio de Villa de Mazo. Esta población habría llegado a la isla hacia el primer milenio a. C., aunque podrían haber existido arribadas previas. Las cavidades naturales, como la Cueva de Belmaco y la de Tigalate Hondo, fueron utilizadas como viviendas. Otras cuevas utilizadas por los aborígenes son las del Camello y de Lázaro, las de los Cabreros, la de las Goteras, la del Roque de la Campana, la de las Palomas y la del Pulidor junto al mar. Igualmente también se utilizaron como vivienda las cuevas naturales existentes en Niquiomo, donde también se sitúa una cueva sepulcral. En el Roque de los Guerra, el Pocito y El Tributo, situados en la costa, se establecieron asentamientos al aire libre y es posible, por tanto, que existieran cabañas con muros de piedra y cobertura vegetal. Su subsistencia dependía de la ganadería, destacando las ovejas y cabras, y también incluían productos vegetales y marinos en su dieta. Su religión incluía la idolatría, destacando la adoración al dios Abora. Un hallazgo en la Necrópolis de La Cucaracha reveló su creencia en la vida después de la muerte, con ofrendas funerarias en cuencos. Además, los aborígenes de la isla fabricaban cerámica de distintos tipos, como la cerámica negra, parda y roja, con técnicas decorativas propias. La mujer desempeñaba un papel destacado en la sociedad aborigen, con fama de valentía.
En el momento de la conquista de La Palma, a finales del siglo xv, el actual territorio mazuco correspondía mayoritariamente con el Cantón de Tigalate, así como una pequeña parte del de Ahenguareme que llegaba hasta algún barranco de la moderna localidad de Montes de Luna.El bando de Tigalate, gobernado por los hermanos Juguiro y Garehagua, fue el primer lugar donde los conquistadores encontraron resistencia. Según Alejandro Cioranescu, las tropas de Fernández de Lugo tendrían la necesidad de provocar el conflicto para posteriormente, justificar la reducción a esclavitud de los vencidos y poder comerciar con éstos, ya que era uno de los pocos recursos de que disponían para pagar la deuda contraída con los mercaderes italianos Beraldi y Riberol que habían financiado su expedición.

### Antiguo Régimen: siglosxviaxviii
Desde la finalización de la conquista, la isla dependía de la autoridad del Cabildo. Con el asentamiento de nuevos colonos se implantó el cultivo de la vid, que llegó a alcanzar gran prestigio en el siglo xviii en Inglaterra y sus colonias, destacando sobremanera por su calidad los vinos malvasías dulces y los tintos. La vivienda rural se construía principalmente con piedra basáltica, madera de tea, barro y tejas. Los muros, de unos 60 cm de grosor, se formaban con piedras regulares y reforzadas con sillares en las esquinas y los huecos. Las cubiertas eran a cuatro aguas, con una estructura de madera sobre la que se colocaban las tejas. Los aljibes almacenaban agua de lluvia, con sistemas de filtrado y purificación mediante cal, mientras que las piletas siempre estaban cerca de los aljibes para facilitar el acarreo del agua. Las casas de una planta tenían suelos de tierra o piedra, y las de dos plantas, situadas en terrenos inclinados, contaban con la planta baja (lonja) y la alta con una fachada sur orientada al sol. Las casas de mayor nivel, como las haciendas, incluían una distribución más compleja con patios, terrazas y balcones, y contaban con dependencias separadas para los sirvientes y animales. Las portadas de las haciendas eran decoradas con almenas y escudos, indicando el poder social y económico de los propietarios.

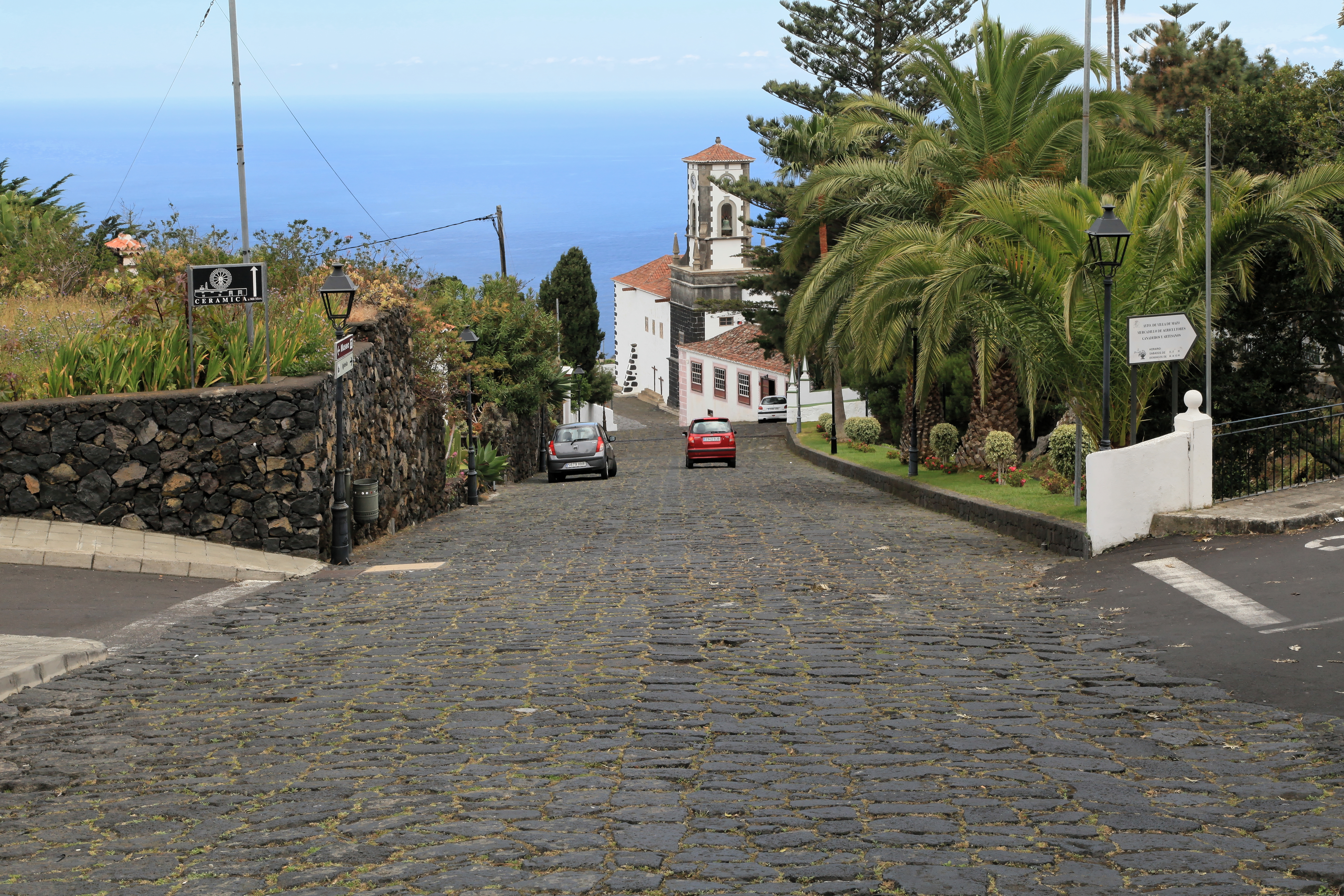
Calle La Calzada

La construcción de la primitiva ermita de San Blas se sitúa alrededor de 1495, en terrenos cedidos por Martín Camacho y otros conquistadores, siendo elevada a categoría de curato en 1571 y abarcando su jurisdicción hasta el extremo sur de la isla, es decir, Fuencaliente. En noviembre de 1585, el corsario inglés Francis Drake atacó Santa Cruz de La Palma, y muchos milicianos de Mazo acudieron en defensa de la capital. La celebración de la fiesta del Corpus Christi tiene su arranque en 1605, fecha en la que con toda probabilidad se celebró la primera procesión del corpus en los días posteriores a la solemne colocación del Santísimo Sacramento en el templo de San Blas, el 15 de mayo del mismo año. En 1709, se bendijo la ermita de San Juan de Belmaco, fundada por el presbítero Juan Fernández Yanes. En 1752, el gobernador militar Domingo Van de Walle de Cervellón descubrió las inscripciones de la Cueva de Belmaco, siendo el primer hallazgo de este tipo en Canarias. En 1769, el presbítero Tomás Fernández Riverol fundó la ermita de Nuestra Señora de los Dolores en Lodero, y en 1794, el presbítero Domingo Lascano erigió la ermita de Santa Rosalía en Monte Breña.
En el ámbito volcánico, en 1646, entró en erupción el volcán de Tigalate, conocido como el volcán de Martín, seguido por la erupción en 1677 del volcán de San Antonio, que sepultó la Fuente Santa en Fuencaliente, y otra erupción en 1712 del volcán de El Charco, también en Fuencaliente.
Ya en 1752 los alcaldes, anteriormente designados por el gobernador, fueron elegidos por la Audiencia y, a partir de 1768, bajo la presidencia del alcalde, comenzaron a funcionar unas juntas autodenominadas ayuntamiento.

### Etapa contemporánea: siglosxixaxxi
El ayuntamiento comenzó a funcionar de forma independiente en 1813, pero tras la abolición de la Constitución de 1812 decretada por el rey Fernando VII, el Ayuntamiento de Mazo pasó por un período de inestabilidad política. Así, entre 1815 y 1820, ocupan la presidencia del ayuntamiento cinco personas. Restablecida la Constitución, se abre el denominado Trienio Liberal (1820-1823), esta vez de signo progresista. En octubre de 1823, Fernando VII volvía a decretar la suspensión de las garantías constitucionales y, si bien con la muerte del rey el 29 de septiembre de 1833, se pondría fin a este largo período absolutista, en Mazo se prolongó hasta 1836, año en el que triunfan las fuerzas progresistas y son restituidos en sus cargos los concejales del año 1823, hasta la toma de posesión del nuevo ayuntamiento. El 19 de febrero de 1837 se confirma oficialmente la independencia de Fuencaliente de los pagos de Mazo, constituyéndose así el primer Ayuntamiento de Fuencaliente que, aun así, solicitaría la reunificación en 1852, sin éxito. Uno de los asuntos que llama la atención, en los comienzos de esta nueva etapa, es la realización de las obras encaminadas a redescrubrir la antigua Fuente Santa, llamada así por los efectos curativos que tenían sus aguas termales. Los trabajos realizados durante diferentes años por los vecinos de Mazo y Fuencaliente no dieron fruto. Las siguientes noticias de la posibilidad de recuperación de la Fuente Santa se originan en 1981, a raíz del enfrentamiento entre el Ayuntamiento de Fuencaliente y la comunidad de aguas que pretendía ejecutar obras de alumbramiento en la costa del municipio sureño. Finalmente, la Fuente Santa acabaría redescubriéndose en 2005.

MAZO llamado MAJO por algunos: v. con ayunt. en la isla de la Palma, prov., aud. terr. y c. g . de Canarias [...], part. jud. de Sta. Cruz de la Palma (3), dióc. de Tenerife [...], SIT. al S. de la isla: en TERRENO desigual; la combaten los vientos do NO., y el CLIMA aunque bastante frio, es saludable [...] Tiene unas 1,200 CASAS no arruinadas, que se hallan sujetas á los pagos de Monterabe, Poleal, Rosa, Monte de Breña, Lodero, Savina, Trimaga, Triguirote, Tigalate y Foncaliente, casi todas de madera, y muchas cubiertas de paja: hay cárcel, y el ayunt. se reúne á celebrar sus sesiones en la sala del local llamado la Alhóndiga: los vec. conservan las aguas de lluvias para sus usos en aljibes de madera perfectamente construidos. Según el estado de instrucción pública, de los años de 1834 y 35, tenia la pobl. 4,967 hab.; de los cules sabían leer 200 varones y 100 hembras; y escribir 150 de los primeros y 25 dé las últimas:[...] La jurisd. de esta v. confina por N. con Breña Baja; por E. con el mar; por S. con Foncaliente, y por O. con el Paso. El TERRENO aunque algo escabroso es de muy buena calidad, y los CAMINOS que cruzan conducen á los pueblos inmediatos, pasando por la pobl. [...] PROD.: trigo, cebada, centeno, millo, altramuces, papas, vino, higos y durasnos, miel, cera y seda; se cria ganado vacuno, lanar, cabrio, caballar, mular y asnal. Los hab. de esta pobl. se ocupan en trabajar el campo de otras pobl. y muchos en la marinería, POBL. 1,055 vec, 4,181 alm.
Pascual Madoz. Diccionario geográfico-estadístico-histórico de España y sus posesiones de Ultramar (1849).

El 29 de marzo de 1849 se acuerda establecer la escuela de niños de El Pueblo, y en 1871 se crea la primera escuela de niños de Tiguerorte, mientras que la escuela para niñas de este barrio abriría en 1919. En 1868 se produjo el estallido revolucionario, pero numerosos vecinos de Mazo y sus concejales no mostraron reconocimiento y obediencia a la nueva Junta. Así, Mazo mantuvo la autonomía de su propia Junta y restablece el ayuntamiento de 1856. Entre el 1 y el 4 de enero de 1869, se celebran las primeras elecciones municipales con el nuevo sistema electoral de sufragio universal masculino, que daba derecho al voto a todos los varones mayores de 25 años, elecciones que no resultaron del todo pacíficas debido a los conflictos de intereses y problemas personales entre los políticos de la época. En 1873, se proclamaría la República en España; sin embargo, en el ayuntamiento apenas se resintieron las viejas estructuras de poder. El 29 de diciembre de 1875 se instaura la Monarquía borbónica con el rey Alfonso XII y, en Mazo, el nuevo gobernador civil de la provincia ordena el relevo de concejales e instaura a los que habían sido desplazados del poder en 1868. El municipio obtiene del rey Alfonso XII el título de Villa, por Real decreto de 18 de marzo de 1878.
A finales del siglo xix el cultivo de las viñas y la comercialización de los vinos de Mazo supone una importante fuente de ingresos para muchos agricultores de las zonas de medianías y costa donde mayoritariamente se realizaba este tipo de agricultura, hasta mediados del siglo xx que empieza a ceder terreno en favor del cultivo de plataneras.

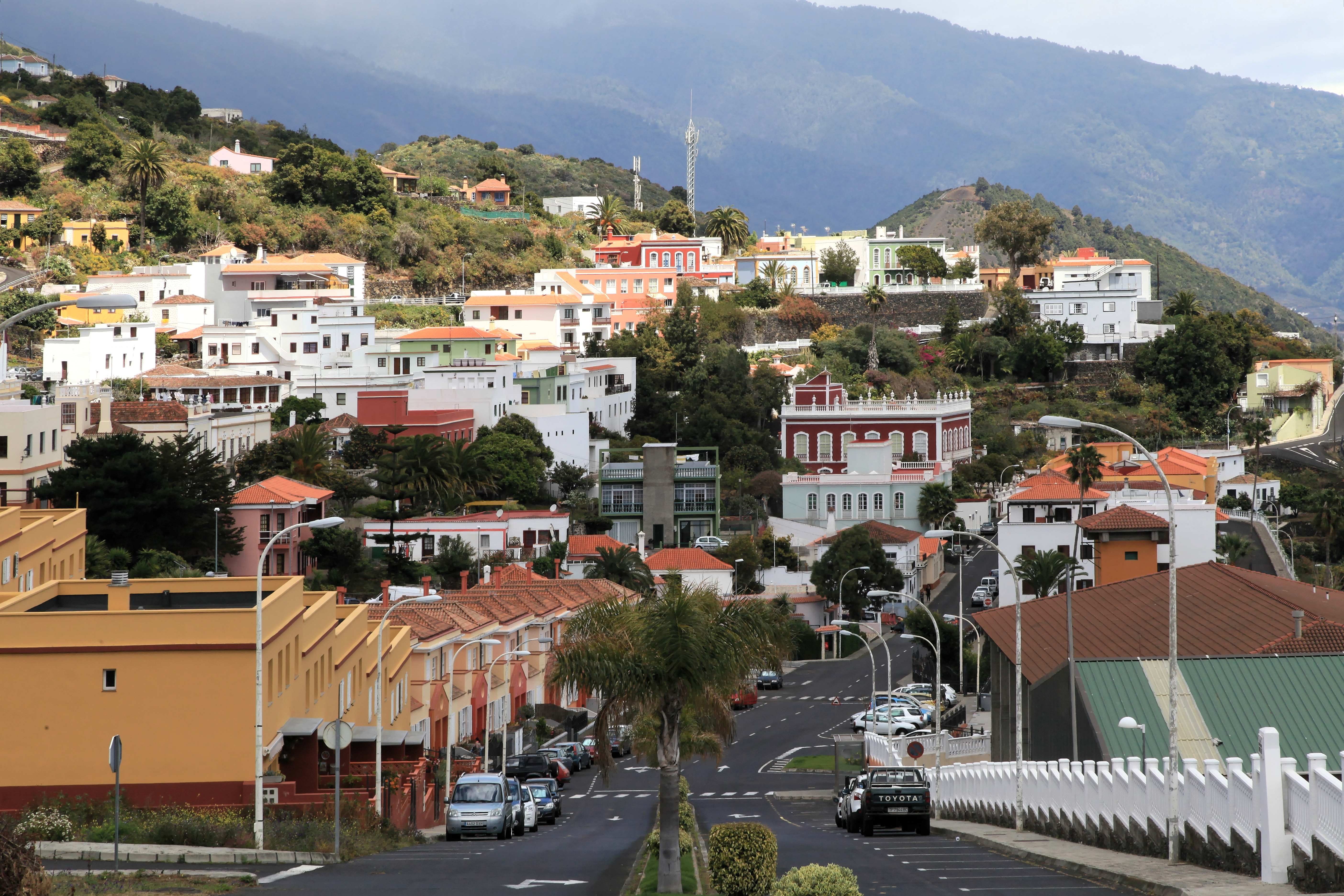
El Pueblo

Tras la muerte de Alfonso XII el 25 de noviembre de 1885, la reina María Cristina de Habsburgo-Lorena fue designada regente. La ya villa de Mazo (todavía no incluido el título en el nombre) fue, durante el final del siglo xix, un auténtico rosario de conflictos y un continuo cambio de personas en los cargos públicos. La subida al trono de Alfonso XIII el 17 de mayo de 1902 no supuso un cambio en la política de la villa, que seguiría bajo un escandaloso caciquismo. En 1910, la corporación del Ayuntamiento de Mazo tachaba de vicioso el funcionamiento de la Diputación Provincial y se abogaba por la creación de un organismo que, en cada isla, tuviera competencias supramunicipales.En el año 1918 se produce la creación de la banda municipal de música Benahoare que luego pasó a llamarse La Unión, disuelta en 1936 por la guerra. En 1919 se crea una escuela mixta en Tigalate y en 1921 se crea la escuela unitaria de niños de Monte Breña. Habiendo solicitado un puesto desde 1911, el cuerpo de la Guardia Civil tiene presencia en Mazo en 1920. Su primera sede se localizó en la zona de El Calvario (casa propiedad de Juan Morera Hernández). En 1934, el diputado Alonso Pérez Díaz intercede para que no se suprima este puesto, algo que terminaría por ocurrir el 15 de junio de 1993.
El 20 de enero de 1925, el ayuntamiento nombra al rey Alfonso XIII y a su esposa la reina Victoria Eugenia alcalde y alcaldesa, con carácter honorario, hecho nada extraordinario en el momento, ya que otras poblaciones lo hicieron o ya lo habían hecho días antes, como es el caso de Fuencaliente de La Palma. En esta línea de adhesión monárquica, el 10 de enero de 1926, se ratifica la decisión tomada el 6 de diciembre de 1925 de dar el nombre de Alfonso XII a la plaza de la villa. En 1925, el alcalde del momento solicitaría al Rey, por medio del alcalde de Santa Cruz de La Palma, de viaje en Madrid, la construcción por parte del Estado de un camino vecinal desde La Polvacera a Tigalate (Barranco Roto), pasando por las ermitas de Santa Rosalía, Lodero y San Juan de Belmaco.
A mediados del año 1928 es demolida la antigua Casa del Pósito, sede desde 1812 del ayuntamiento. El 3 de febrero de 1930, se inaugura la nueva sede de las Casas Consistoriales. Ya en 1931, el período republicano fue vivido en el municipio con gran intensidad. Las diferencias políticas condicionarán las relaciones sociales cotidianas. La plaza de El Pueblo pasa a denominarse Pedro Pérez Díaz. El 8 de agosto de este año, la Gaceta de Madrid publica la orden de creación de seis nuevas escuelas para el municipio, tres de niñas y tres de niños, estableciéndose las mismas en Lodero, La Sabina y Montes de Luna. En las elecciones de 1933, la mujer pudo ejercer el voto por primera vez, y el 6 de febrero de 1934 el ayuntamiento toma el acuerdo de crear la Biblioteca Municipal. Las calles de la villa no poseían nombre alguno, eran numeradas, pero en 1936, cuatro calles recibirían su primera denominación; los nombre elegidos fueron: Diego Martínez Barrio (líder nacional de Unión Republicana), Manuel Azaña Díaz (presidente de la República), Alonso Pérez Sánchez (exalcalde y padre de Alonso Pérez Díaz) y Benito Pérez Galdós, único nombre que ha perdurado hasta nuestros días.

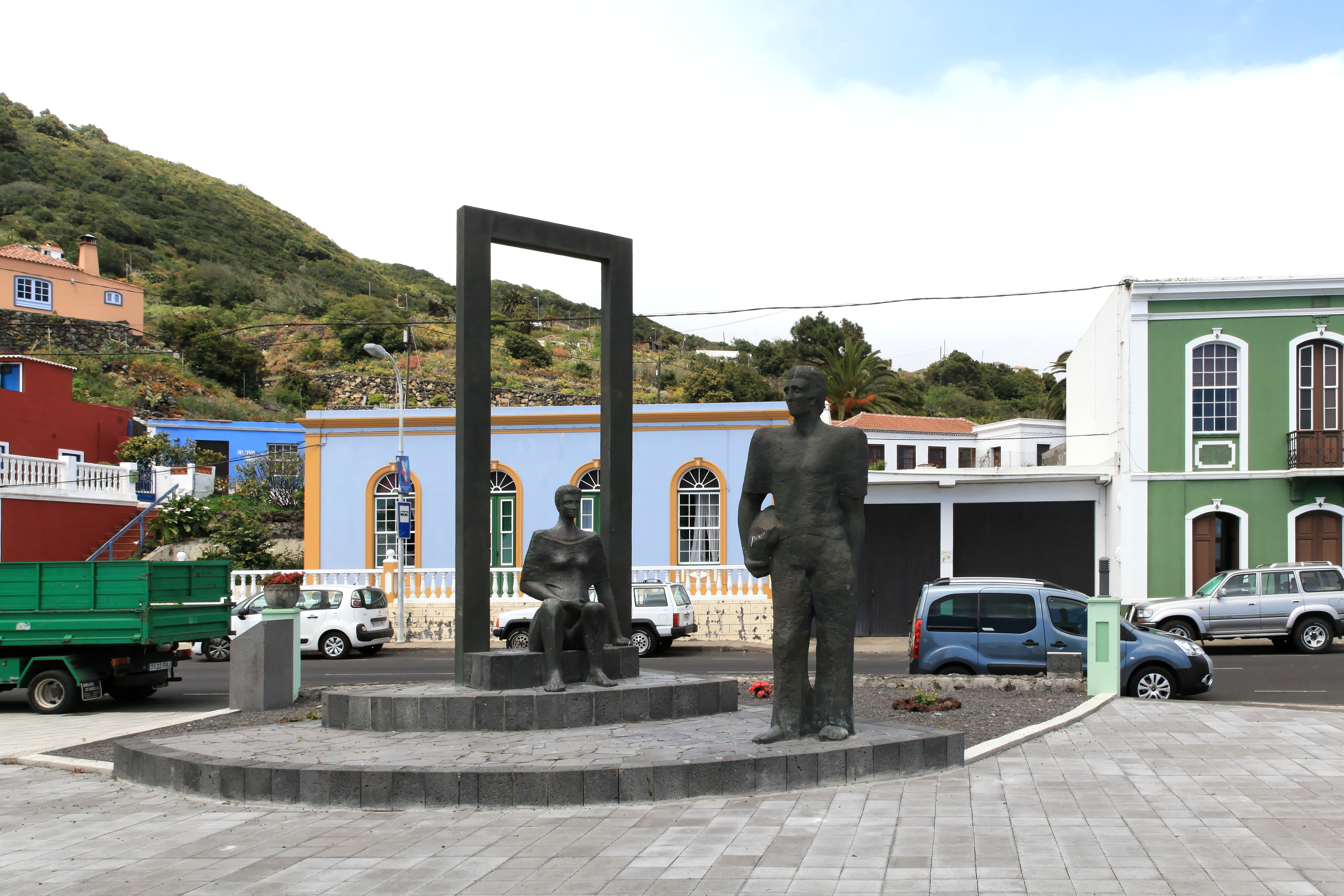
Escultura Homenaje al Emigrante de Medin Martin Barrios en la plaza Gregorio Toledo

Con el golpe de Estado de 1936 llegó la Guerra Civil. Villa de Mazo vería partir para los frentes de la Península a varios de sus vecinos, (oficialmente fueron 29 los macenses que, movilizados por el ejército de Franco, perdieron la vida en el campo de batalla). En su honor se acordó erigir frente a la iglesia, en abril de 1943, la denominada Cruz de los Caídos y, años después se levantaría, en el mismo lugar, un monumento, obra de Vicente Blanco en 1965, hoy desaparecido. En octubre de 1936, se acuerda el cambio de nombre de las calles Manuel Azaña, Alonso Pérez Sánchez y Diego Martínez Barrio, por los de Maximiliano Pérez Díaz, Calvo Sotelo y General Mola, respectivamente. La plaza, hasta el momento Pedro Pérez Díaz, pasaba ahora a llamarse del General Franco. En 1937, a propuesta de la Falange local, se decidirá rotular otra vía con el nombre de José Antonio Primo de Rivera, acuerdo que se llevará a efecto en noviembre de 1965.
Desde 1936, entre persecuciones políticas y emigración, la villa de Mazo se enfrentó a la gran crisis económico-social, protagonizada por la escasez y el racionamiento, situación que se agravaría con el estallido de la Segunda Guerra Mundial. De ésta nos queda, entre otros recuerdos, la tumba en el cementerio local del soldado John Lee, soldado británico de 22 años, cuyo cadáver apareció en marzo de 1943 en la costa del municipio. En 1940 se produce la reagrupación de las entidades de población. De las cuarenta y nueve existentes hasta entonces se pasaba a la configuración oficial de quince núcleos que se conservan hasta la actualidad. La vida pública de la villa sólo se vería alterada por dos fenómenos naturales: la erupción volcánica de 1949 y el aluvión de la noche del 15 al 16 de enero de 1957 causando tres muertos en Villa de Mazo, así como el rápido paso, en 1950, del propio Francisco Franco por la localidad. En abril de 1956, el municipio de Mazo pasó a llamarse Villa de Mazo.
En acuerdo tomado por la corporación municipal en 1964, se le da el nombre de Alonso Pérez Díaz, republicano muerto en la cárcel en 1941, a la Biblioteca Municipal y se instalará en su casa natal, donde permanece en la actualidad. En 1968 se constituye el primer equipo de fútbol federado de Villa de Mazo, denominado La Unión. También en este año comienza a funcionar la Escuela de Artesanía que será inaugurada oficialmente el 12 de abril del año siguiente por el gobernador civil Mariano Nicolás García. En 1970 se crea el equipo de fútbol Belmaco y en 1981 se forma el club Unión Deportiva Mazo de fútbol, que se mantiene hasta la actualidad.

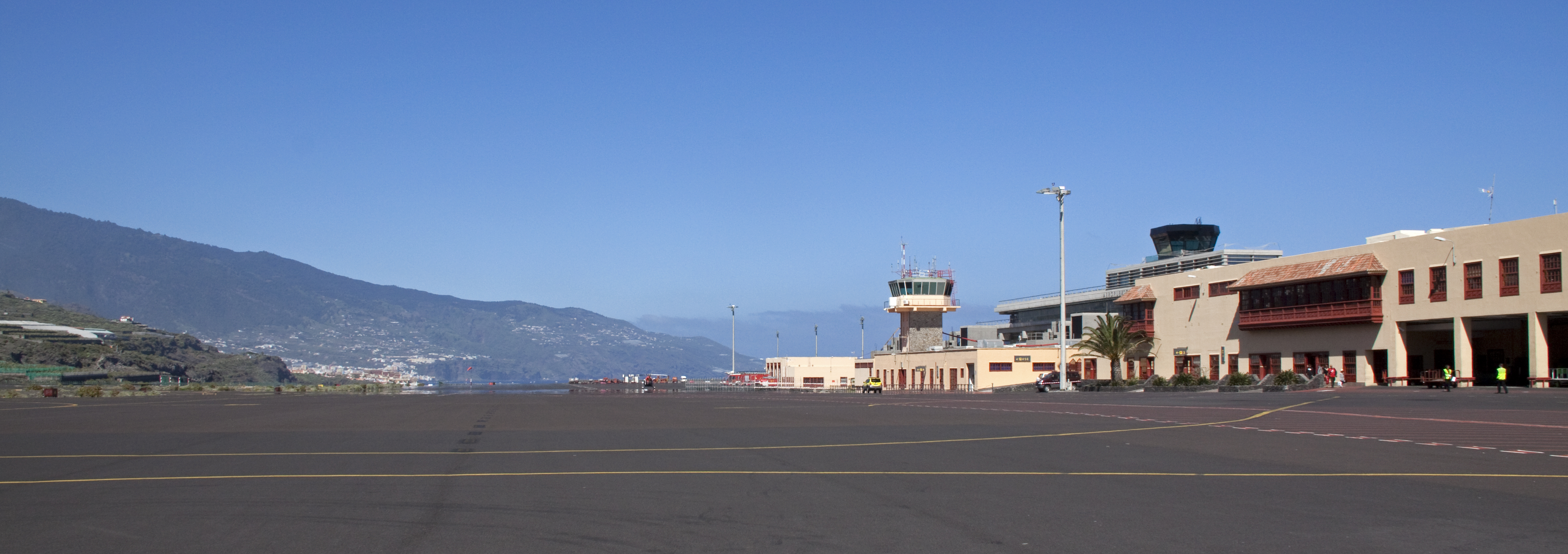
Antigua terminal y torre de control del aeropuerto de Mazo

En octubre de 1950, el Ayuntamiento de Mazo manifiesta en sesión plenaria su disponibilidad para construir el aeropuerto que La Palma necesitaba en la zona costera del municipio, en el lugar conocido por La Caleta, en Monte de Breña. Tras descartar la primera propuesta en favor de Buenavista (Breña Alta), en 1963 se decide construir un nuevo aeropuerto en la Punta de las Lajas, cediendo la vecindad sus terrenos por una cantidad simbólica. El 24 de febrero de 1970 aterriza el primer avión en el aeropuerto de Mazo, un DC3 del Ministerio del Aire. El 7 de marzo de 1973, los entonces príncipes de España, Juan Carlos de Borbón y Sofía de Grecia, pisaban territorio de la villa. El alcalde del momento y vecinos de Villa de Mazo forman parte del grupo de autoridades que los recibieron a su llegada al aeropuerto. La pareja volverá a La Palma en 1977. En las últimas elecciones municipales de la época franquista (finales de 1973), Oílda Sánchez Díaz se convierte en la primera mujer concejal de la historia política del municipio.
El 15 de junio de 1977 se celebran las primeras elecciones de la actual democracia, triunfando el partido UCD tanto a nivel nacional como local, que volverá a ganar en las elecciones generales de 1979 y en las municipales del mismo año, resultando así elegida Hermas Concepción Méndez, primera alcaldesa de Villa de Mazo. Las elecciones de 1983 se saldaron con el triunfo del PSOE. En esta legislatura accederían tres alcaldes diferentes a la presidencia del ayuntamiento. El PSOE se mantendría en la presidencia del ayuntamiento hasta el 14 de junio de 2003, fecha en la que toma posesión de la misma la nueva corporación local, con votos mayoritarios para Coalición Canaria. En 1996 Villa de Mazo recupera su banda municipal de música, bajo el nombre de Arecida.

## Demografía
Villa de Mazo cuenta con una población de 5070 habitantes (INE 2024).
| Gráfica de evolución demográfica de Villa de Mazo entre 1842 y 2021                                                 |
| |
| Población de derecho según los censos de población del INE Población de hecho según los censos de población del INE |

Con una densidad de 72 habitantes por km2 (valor muy inferior a la media insular), Mazo es el sexto municipio palmero en población, mientras que por tamaño es el tercero de la isla. Más del 90% de los residentes en Villa de Mazo son de nacionalidad española, y el 10% restante extranjeros, entre los que sobresalen los residentes de nacionalidad alemana (en su mayoría personas de edad avanzada que se asientan en la isla por la benignidad de su clima y por una motivación residencial), venezolana y cubana (el retorno a La Palma de sus antiguos emigrantes, en muchos casos acompañados de sus familiares).
| Nacionalidad | Hombres | Mujeres | Total | %      | Proporción |
| ------------ | ------- | ------- | ----- | ------ | ---------- |
| Española     | 2270    | 2450    | 4432  | 90,6 % |            |
| Extranjera   | 269     | 288     | 557   | 9,4%   |            |

| País         | Hombres | Mujeres | Total | %      | Proporción |
| ------------ | ------- | ------- | ----- | ------ | ---------- |
| Alemania     | 84      | 93      | 177   | 38,4 % |            |
| Venezuela    | 31      | 40      | 71    | 15,4 % |            |
| Italia       | 28      | 24      | 52    | 11,3 % |            |
| Cuba         | 8       | 14      | 22    | 4,7 %  |            |
| Francia      | 7       | 10      | 17    | 3,7 %  |            |
| Bélgica      | 8       | 5       | 13    | 2,8 %  |            |
| Reino Unido  | 8       | 4       | 12    | 2,6 %  |            |
| Países Bajos | 6       | 6       | 12    | 2,6 %  |            |
| Polonia      | 6       | 4       | 10    | 2,2 %  |            |
| Portugal     | 7       | 1       | 8     | 1,7 %  |            |

La mayoría de los núcleos habitados se localizan en la zona de medianías, aprovechando las áreas de menor pendiente. Las medianías, históricamente dedicadas a cultivos de autoabastecimiento, han sido gravemente afectadas por la crisis del sector agrario y el despoblamiento. La falta de suelos agrícolas de calidad, la escasez de precipitaciones y la ausencia de manantiales han limitado las posibilidades productivas, lo que ha influido en la evolución demográfica y en la emigración hacia Cuba, Venezuela y las islas capitalinas, especialmente desde la década de los 1940 hasta los 1980, cuando se registra menos población que a principios de siglo. En la década de 1990, la población recupera la senda del crecimiento, influenciada por su cercanía al área urbana de Santa Cruz de La Palma, donde Villa de Mazo se sitúa en su primera corona.
| Localidades         | Habitantes (2015) | Hombres | Mujeres |            |     |     |     |
| ------------------- | ----------------- | ------- | ------- | ---------- | --- | --- | --- |
| Localidades         | Habitantes (2015) | Hombres | Mujeres | Callejones | 370 | 186 | 184 |
| Lodero              | 472               | 239     | 233     |            |     |     |     |
| Lomo Oscuro         | 244               | 129     | 115     |            |     |     |     |
| Malpaíses de Abajo  | 293               | 149     | 144     |            |     |     |     |
| Malpaíses de Arriba | 117               | 57      | 60      |            |     |     |     |
| Monte               | 157               | 76      | 81      |            |     |     |     |
| Monte Breña         | 519               | 274     | 245     |            |     |     |     |
| Montes de Luna      | 365               | 184     | 181     |            |     |     |     |
| Monte Pueblo        | 235               | 127     | 108     |            |     |     |     |
| El Poleal           | 121               | 61      | 60      |            |     |     |     |
| El Pueblo           | 581               | 264     | 317     |            |     |     |     |
| La Rosa             | 386               | 195     | 191     |            |     |     |     |
| La Sabina           | 297               | 147     | 150     |            |     |     |     |
| San Simón           | 190               | 95      | 95      |            |     |     |     |
| Tigalate            | 309               | 152     | 157     |            |     |     |     |
| Tiguerorte          | 207               | 106     | 101     |            |     |     |     |

## Economía

### Sector primario

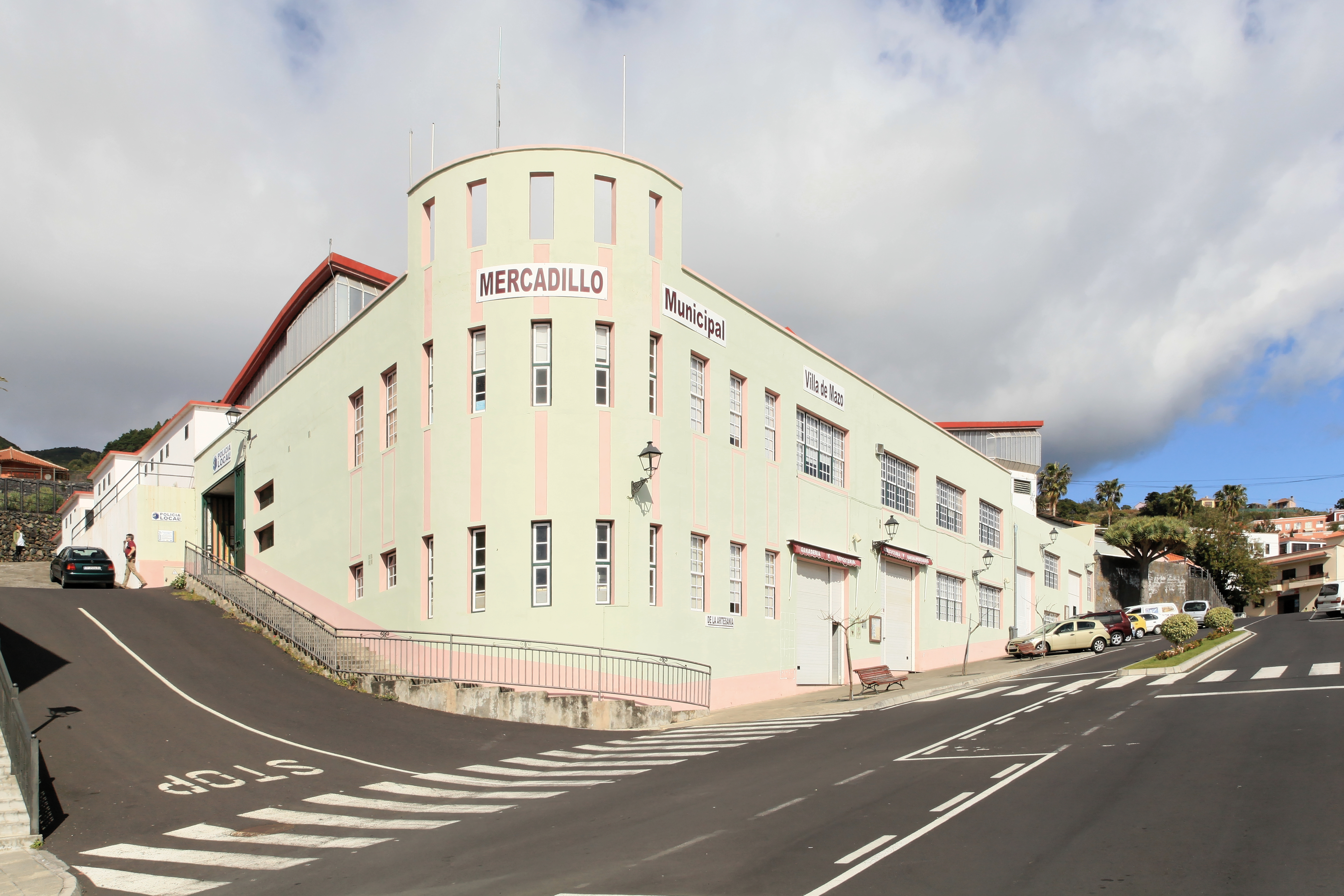
Mercadillo municipal (2015)

Villa de Mazo es el segundo municipio de la isla por superficie agrícola total y por superficie agrícola no cultivada, siendo superado por Garafía. Con un 10% de los cotizantes, tiene casi 700 hectáreas cultivadas, que suponen el 10% de la superficie cultivada insular. La agricultura tradicional de secano ha sido la actividad básica, centrada en el autoabastecimiento con cultivos como cereales, leguminosas, frutales y, sobre todo, viñedos (147 ha). La comarca de Hoyo de Mazo tiene una larga tradición vitivinícola, con viñas en laderas, suelos volcánicos y un clima influenciado por los alisios que contribuyen a la calidad excepcional de sus caldos, particularmente los malvasías dulces y los tintos. En 1985, para proteger la autenticidad de los vinos y combatir la picaresca del mercado, se fundó la SAT Unión de Cosecheros de Vinos Artesanales de Villa de Mazo, que permitió la elaboración y comercialización conjunta de los caldos de los agricultores locales. La bodega de Hoyo de Mazo, inaugurada en 1995, facilitó la modernización de la producción y el envasado, diversificando los tipos de vino y mejorando la calidad, alcanzando producciones de más de 300000 kilos de uva.
La baja productividad del secano y las limitaciones geográficas provocaron una dispersión poblacional y una fragmentación del territorio, especialmente en las medianías, donde la demanda de tierras para cultivos era mayor. La fragmentación del parcelario, impulsada por la herencia, ha hecho insostenible el modelo agrícola tradicional, afectado también por el cambio hacia un modelo residencial y la creciente presión urbana en muchas áreas del municipio. La ganadería es una actividad económica importante. Situada en las zonas menos aptas para los cultivos, la presencia de cercos de piedra en las zonas altas es testigo de esta actividad. La cabaña ganadera más numerosa del municipio es la porcina con 1821 cabezas, seguida de la caprina, con 1306. También hay censadas 465 cabezas de bovino y 33 de ovino.

### Artesanía

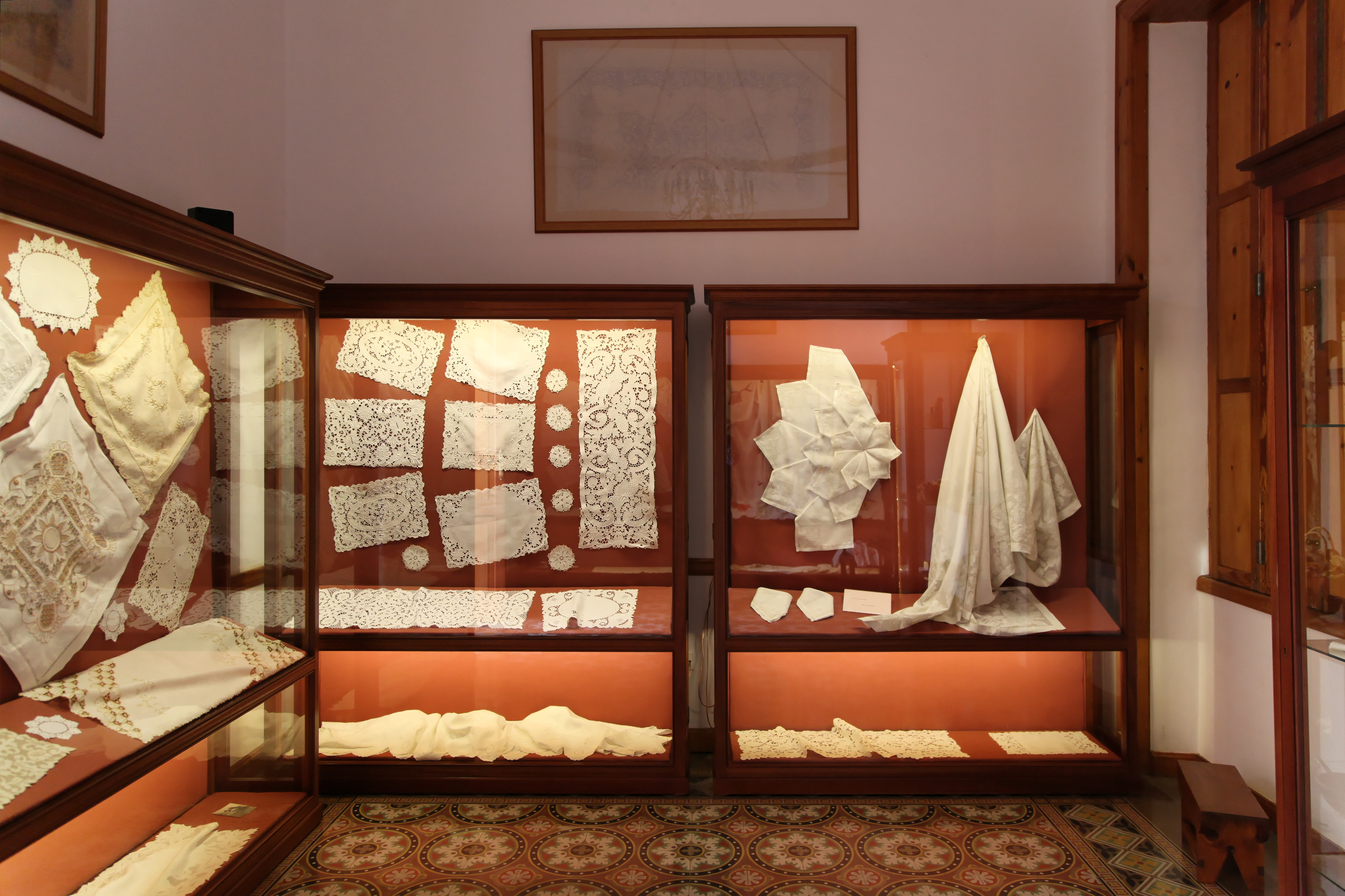
Museo Casa Roja

Villa de Mazo es el municipio artesano por excelencia de La Palma, con una amplia representación de los distintos oficios: ganchillo, macramé, trajes típicos, telares, cestería, madera, hojalatería, puros, bordados, cerámica y forjado. Existen puntos de venta en la Escuela Insular de Artesanía, que también imparte cursos de artesanía típica, el Mercadillo Municipal del Agricultor, Ganadero y Artesano de Villa de Mazo, que abre los fines de semana, y el Museo del Bordado y Corpus Christi Casa Roja.

### Construcción
La principal actividad secundaria es la construcción, que en Villa de Mazo registra el 13,3% de los cotizantes. La mitad de los empleos corresponde a actividades de construcción especializada. Dentro de la actividad industrial propiamente dicha, la manufacturera es la más importante y, dentro de ésta, la fabricación de productos minerales no metálicos, dedicada básicamente a la fabricación de cemento para abastecer al sector de la construcción, y las industrias de la alimentación. Las industrias extractivas tienen también un papel destacado en el municipio. En Tiguerorte se localiza el Complejo Ambiental de Los Morenos. Con una capacidad de 40000 toneladas anuales, cuenta con una planta de clasificación de residuos de envases, una planta de clasificación de residuos valorizables, una planta de compostaje y una nave de almacenamiento de residuos valorizables, así como dependencias administrativas y laborales. Recibe y clasifica los residuos domésticos y los procedentes de los contenedores de recogida selectiva (papel, cartón y envases ligeros) y de los puntos limpios de toda la isla.

### Energía

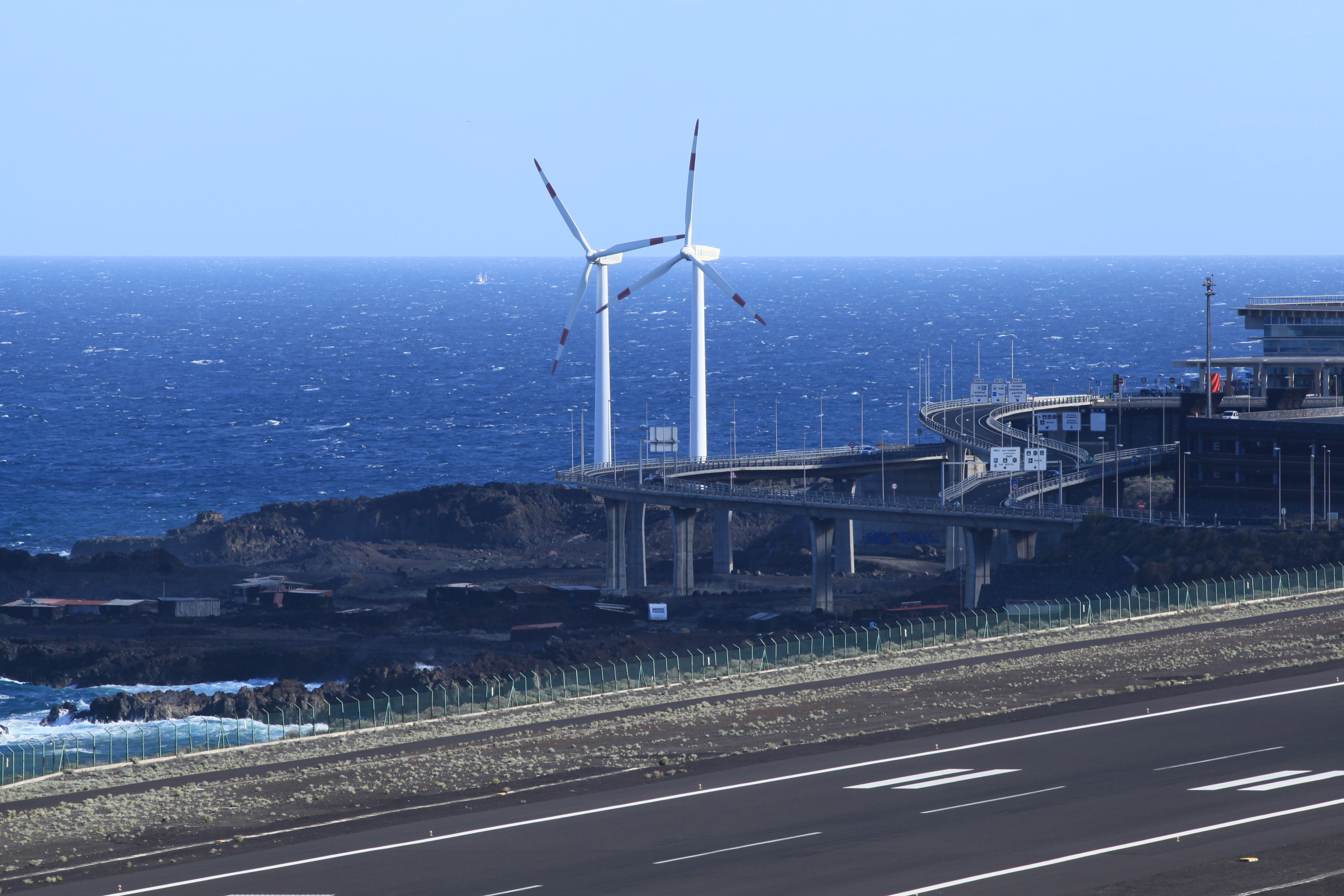
Aerogeneradores del aeropuerto

Por su posición geográfica, Villa de Mazo es uno de los municipios con mayor recurso eólico de la isla. En el término se localizan los parques eólicos Aeropuerto (1,32 MW) y Manchas Blancas. (1,8 MW)

### Sector servicios
El terciario es el principal sector económico de Villa de Mazo, siendo el comercio al por menor la principal actividad. Le siguen en importancia las actividades de almacenamiento y las de restauración, ocupando también un papel destacado los empleos en el sector público. El sector turístico existe en la forma de casas rurales y alquiler vacacional.

## Administración y política

### Gobierno municipal

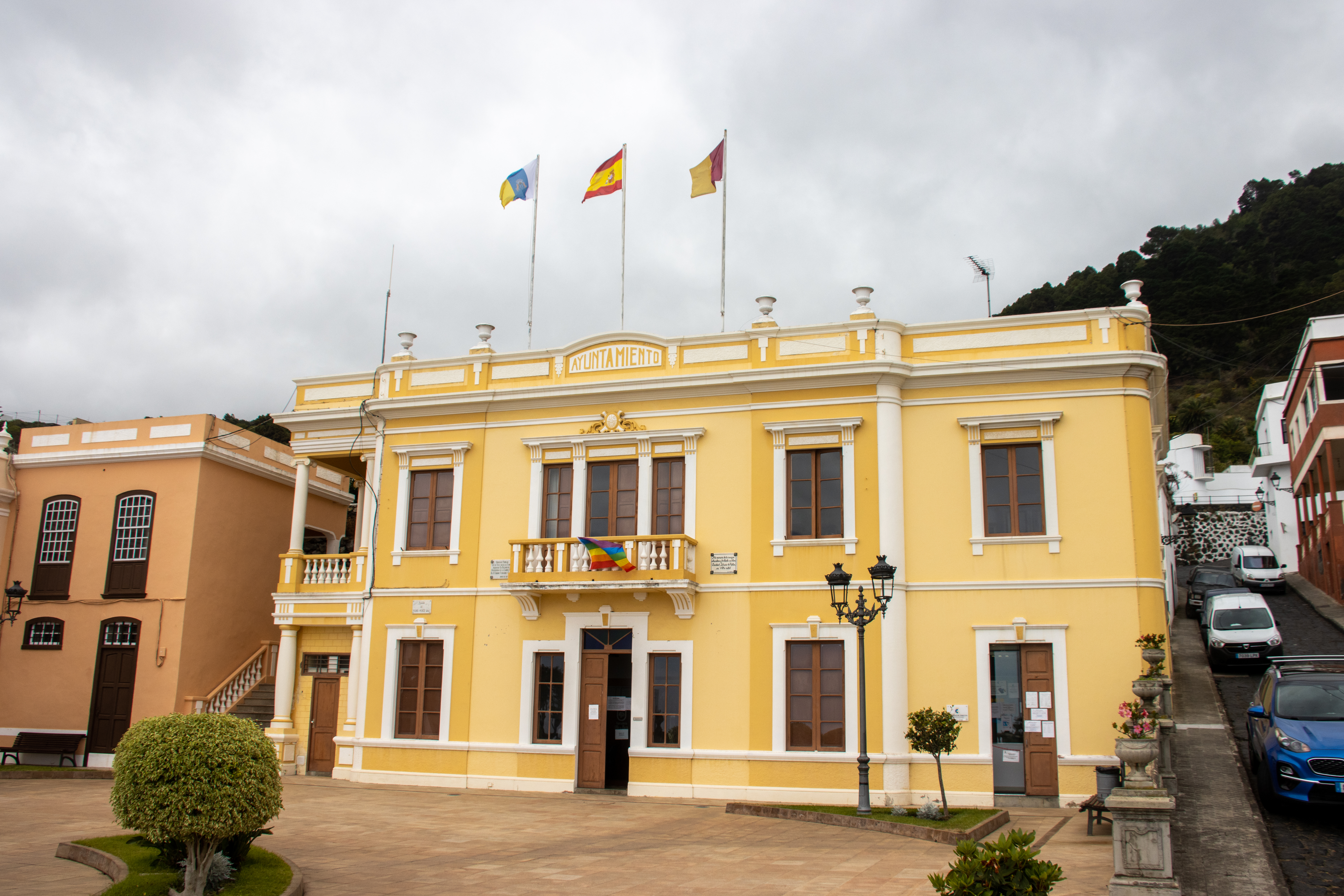
Ayuntamiento de Villa de Mazo

La Administración Local del municipio se realiza a través del Ayuntamiento de Villa de Mazo, cuyos componentes se eligen cada cuatro años por sufragio universal de todos los ciudadanos españoles y de la Unión Europea mayores de 18 años de edad que estén empadronados en el término municipal. Según lo dispuesto en la Ley del Régimen Electoral General, que establece el número de concejales elegibles en función de la población del municipio, la corporación municipal de Villa de Mazo está formada por 11 concejales, entre estos se incluye quien ostenta la alcaldía-presidencia. El ayuntamiento recibe soporte técnico y presupuestario del Gobierno de Canarias y el Cabildo de La Palma.Actualmente el municipio está gobernado por Coalición Canaria, con Idafe Hernández a la cabeza. En la siguiente tabla de muestran los resultados de las elecciones municipales desde 2007 hasta 2023.
| Periodo   | Nombre                          | Partido | Partido                                  |
| --------- | ------------------------------- | ------- | ---------------------------------------- |
| 1979-1983 | Hermas Concepción Méndez        |         | Unión de Centro Democrático (UCD)        |
| 1983-1984 | Ángel Luis Yanes Barreto        |         | Partido Socialista Obrero Español (PSOE) |
| 1984-1985 | José Gregorio Pérez Rodríguez   |         | Partido Socialista Obrero Español (PSOE) |
| 1985-1991 | Juan Fernando Tabares Bravo     |         | Partido Socialista Obrero Español (PSOE) |
| 1991-2001 | Adolfo Rodríguez González       |         | Partido Socialista Obrero Español (PSOE) |
| 2001-2003 | Romualdo Cruz Pérez             |         | Partido Socialista Obrero Español (PSOE) |
| 2003-2011 | Francisco Javier González Pérez |         | Coalición Canaria (CC)                   |
| 2011-2015 | Nieves Lady Barreto Hernández   |         | Coalición Canaria (CC)                   |
| 2015-2019 | José María Pestana Hernández    |         | Coalición Canaria (CC)                   |
| 2019-2023 | Goretti Pérez Corujo            |         | Partido Socialista Obrero Español (PSOE) |
| 2023-act. | Idafe Hernández Rodríguez       |         | Coalición Canaria (CC)                   |

| Partido político | Partido político                         | 2007   | 2011   | 2015   | 2019   | 2023   |
| Partido político | Partido político                         | Ediles | Ediles | Ediles | Ediles | Ediles |
|                  | Coalición Canaria (CC)                   | 6      | 6      | 7      | 3      | 3      |
|                  | Partido Socialista Obrero Español (PSOE) | 4      | 3      | 3      | 4      | 3      |
|                  | Partido Popular (PP)                     | 1      | 2      | 1      | 2      | 2      |
|                  | Movimiento Alternativo Electoral (MAE)   | —      | —      | —      | 2      | 2      |
|                  | Podemos                                  | —      | —      | —      | 0      | —      |
|                  | Mazo Activa Agrupación Electoral (M)     | —      | —      | —      | —      | 1      |

### Organización territorial

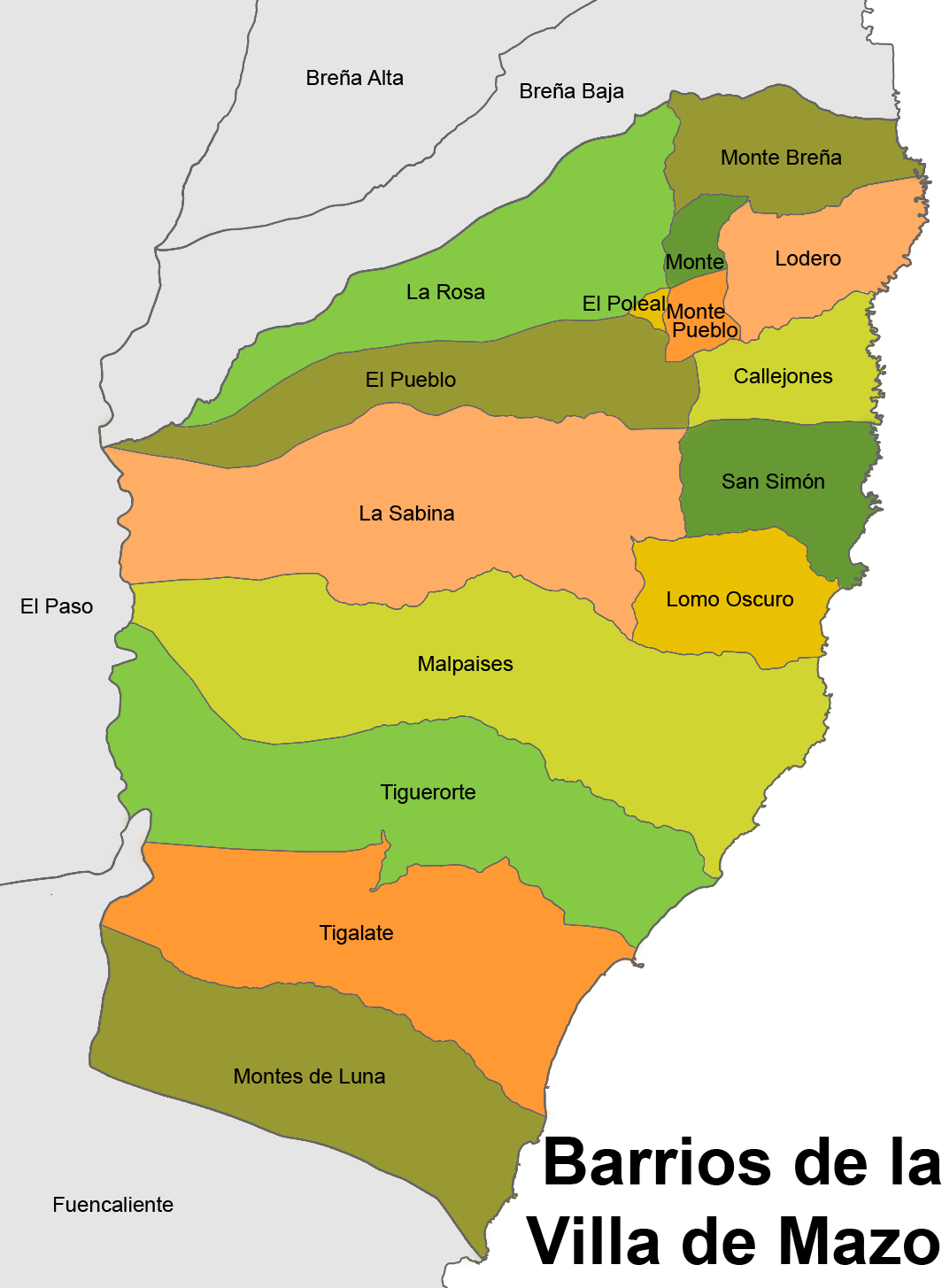
Barrios de Villa de Mazo

Villa de Mazo está formado por quince barrios. Cada uno de ellos constituye una entidad singular de población excepto Malpaíses, que por motivos censales se subdivide en dos entidades, de Abajo y de Arriba.
- Callejones
- Lodero
- Lomo Oscuro
- Malpaíses
- Monte
- Monte de Breña
- Monte de Luna
- Monte Pueblo
- Poleal
- El Pueblo (capital municipal)
- La Rosa
- La Sabina
- San Simón
- Tigalate
- Tiguerorte

### Justicia
Villa de Mazo pertenece al partido judicial de Santa Cruz de La Palma, que abarca a los siete municipios de la vertiente oriental de la isla. El municipio cuenta con un juzgado de paz en el edificio del ayuntamiento.

## Servicios

### Educación

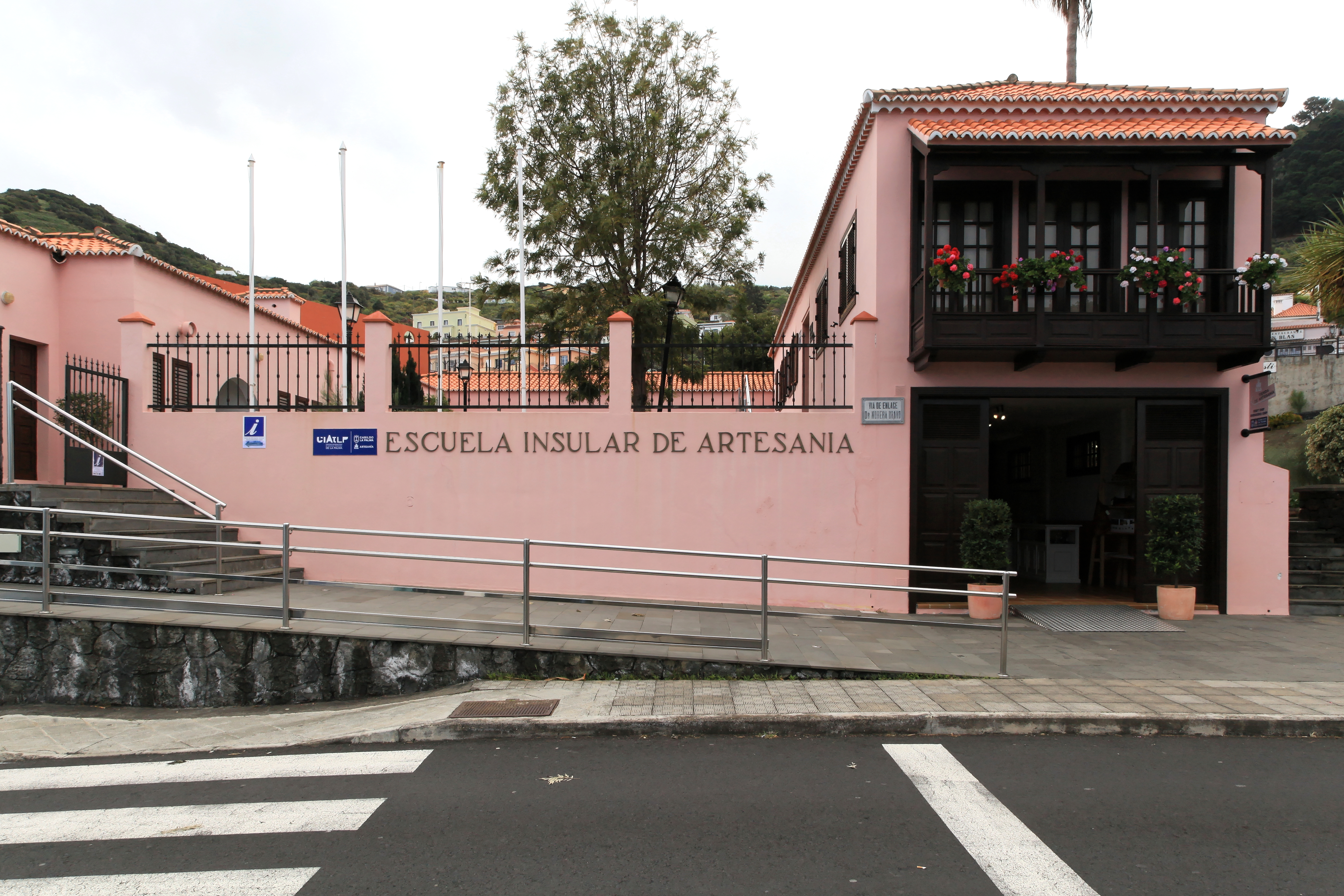
Escuela Insular de Artesanía (2015)

La oferta de centro educativos públicos de la consejería de educación se compone de cuatro centros escolares y un instituto:
- IES Villa de Mazo, en El Pueblo, con enseñanzas de ESO, Bachillerato y Formación Profesional.
- CEIP Princesa Arecida, en El Pueblo, con enseñanzas de educación infantil y primaria.
- CEIP Monte Breña, escuela unitaria con enseñanzas de educación infantil y primaria.
- CEIP Montes de Luna, escuela unitaria con enseñanzas de educación infantil y primaria.
- CEIP La Sabina, escuela unitaria con enseñanzas de educación infantil y primaria.

Las escuelas unitarias son atendidas por el colectivo de escuelas rurales CER Fuencaliente-Mazo.En los últimos años han cerrado varias escuelas en el municipio: la infantil Edisa Figueroa de Monte Breña, y las unitarias de Tiguerorte, Lodero y Tigalate.

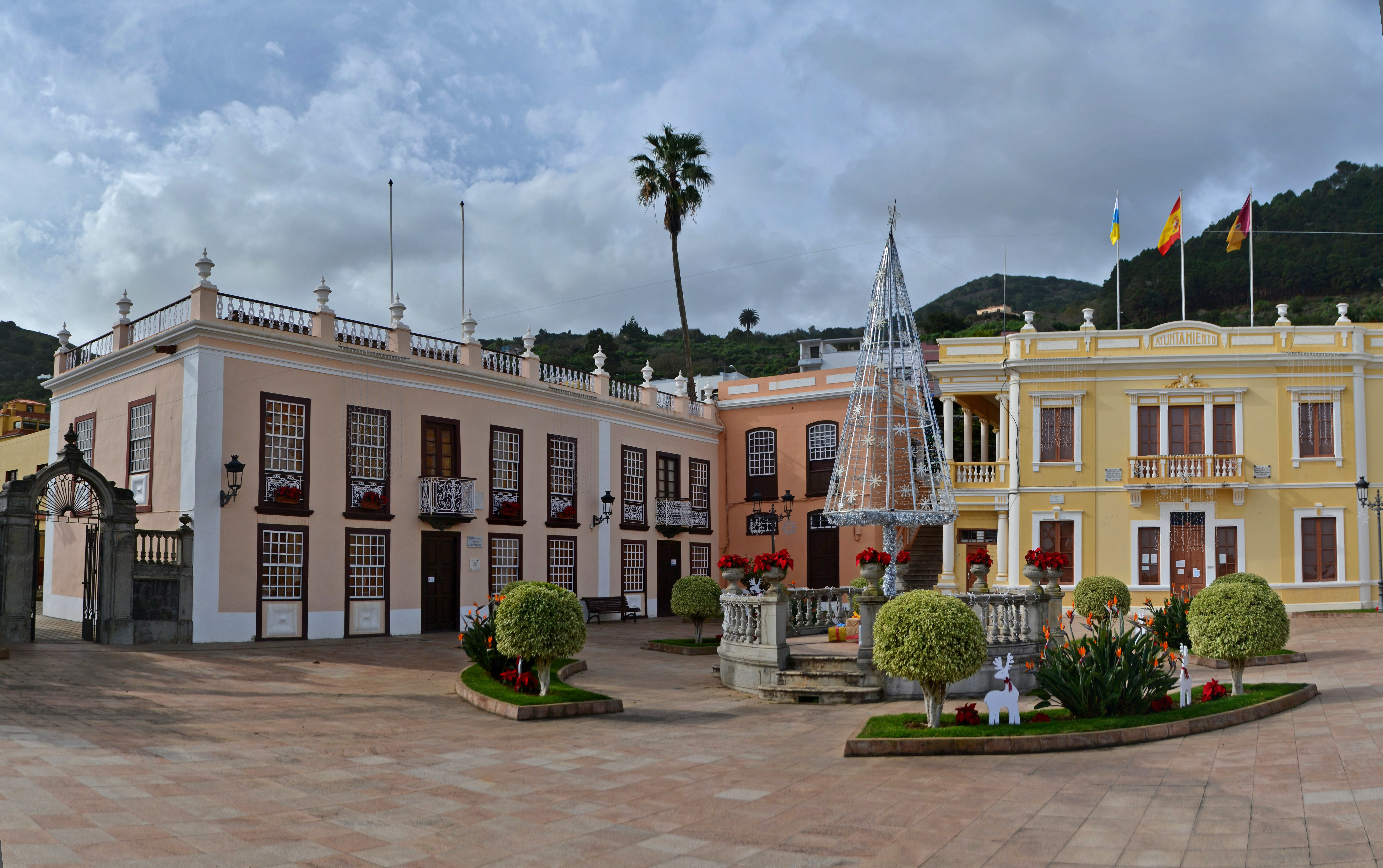
Plaza Pedro Pérez Díaz. A la izquierda, la biblioteca municipal

El Ayuntamiento cuenta con una escuela infantil en El Pueblo para menores de entre 6 meses y tres años de edad.En El Pueblo se sitúa también la Escuela Insular de Artesanía, dependiente del Cabildo de La Palma.
Además el municipio cuenta con la biblioteca pública municipal Alonso Pérez Díaz, ubicada en la antigua vivienda familiar del político macense en la plaza Pedro Pérez Díaz, y que sirve de lugar de estudio.

### Sanidad

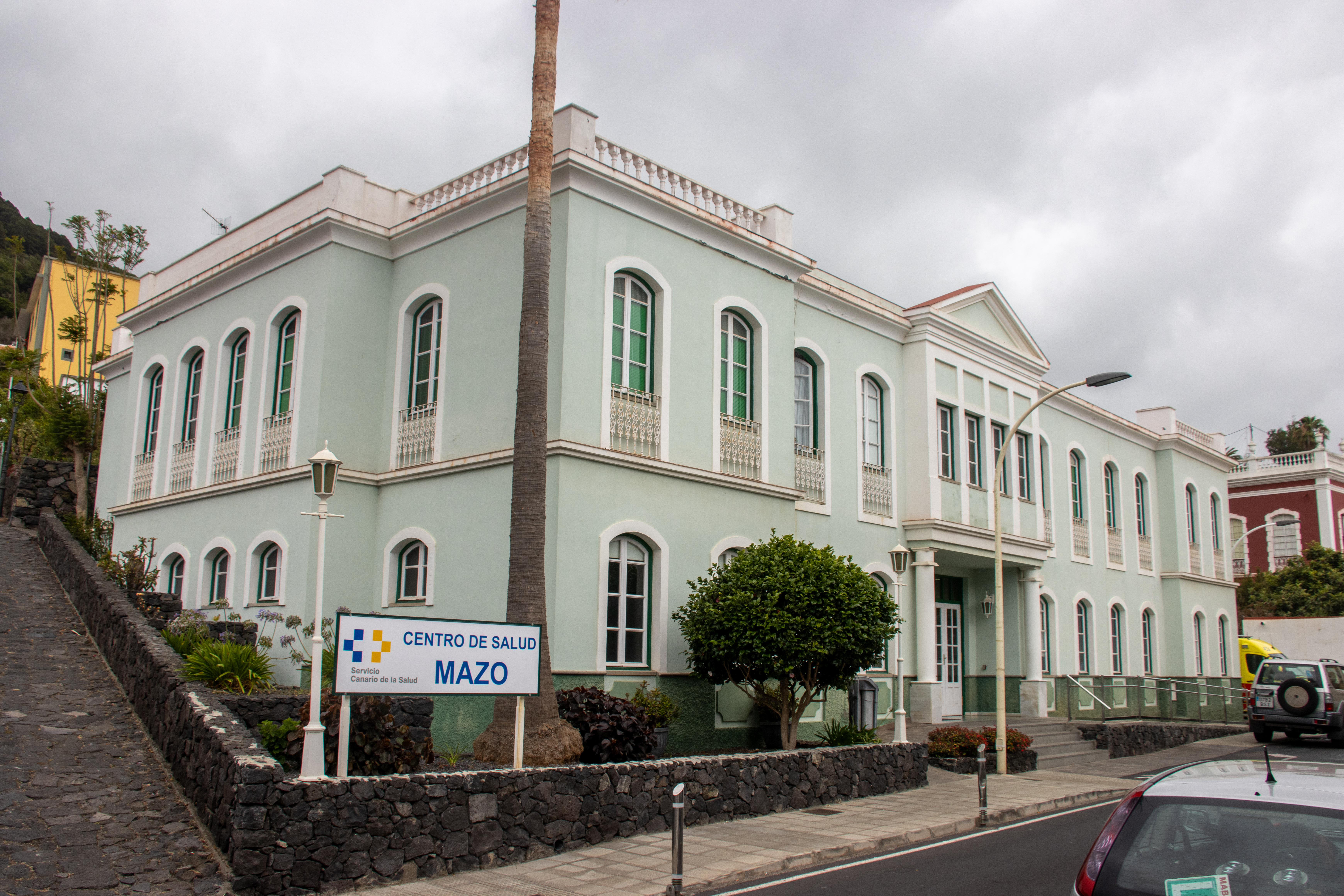
Centro de Salud de Mazo

La zona básica de salud de Mazo cubre el término municipal y el vecino de Fuencaliente. Para la atención primaria existe un centro de salud en El Pueblo.
Asimismo, el municipio cuenta con dos farmacias, una en El Pueblo y otra en el aeropuerto.

### Servicios sociales
El municipio cuenta con una residencia de mayores y centro de día en El Pueblo. Se localizan en el antiguo cuartel de la Guardia Civil.

### Transporte y comunicaciones

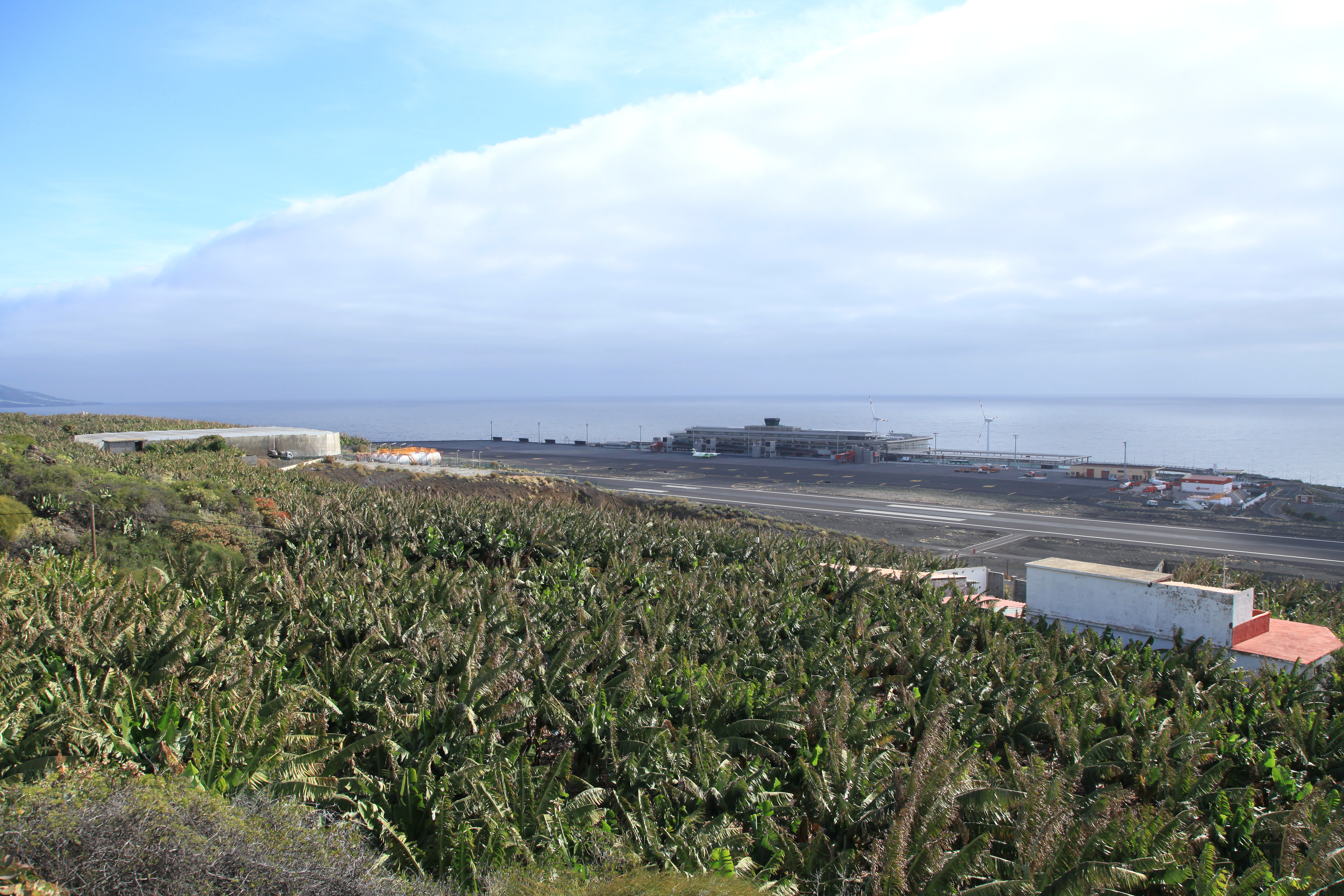
Aeropuerto de Mazo

En Villa de Mazo se encuentra el aeropuerto de La Palma. Único aeródromo de la isla desde 1970, mantiene múltiples conexiones diarias con Tenerife y Gran Canaria. También ofrece varias frecuencias semanales con Madrid y Barcelona, y con algunas ciudades europeas (principalmente de Alemania, Países Bajos y Reino Unido).
El municipio es atravesado por dos carreteras principales. La Carretera de Circunvalación Sur LP-2, que parte desde Santa Cruz de La Palma y llega hasta Los Llanos de Aridane pasando por Fuencaliente, lo hace por los barrios de la medianía baja del municipio, siendo conocida a nivel local como la carretera del Hoyo. La otra vía es la LP-206, el primer trazado hacia el sur de la isla, y que discurre por la medianía alta atravesando El Pueblo, hasta unirse con la LP-2 en Puente Roto. Así mismo, por Villa de Mazo discurren pistas costeras, forestales y diversos caminos vecinales que comunican los núcleos habitados, además de las siguientes carreteras de interés insular:
- La LP-5, de acceso al aeropuerto desde Breña Baja.
- La LP-205, de acceso al aeropuerto desde Mazo. Atraviesa el barrio de Lodero, funcionando como continuación de la LP-5.
- La LP-2052, pista de conexión entre la LP-205 y la LP-2 entre San Simón y Callejones. Parcialmente asfaltada.
- La LP-208, enlace entre la carretera del Hoyo LP-2 y El Pueblo.
- La LP-217, de acceso a La Salemera desde Lomo Oscuro.
- La LP-2062, conocida como carretera de Nambroque, da acceso a la zona de monte de El Pueblo.

El municipio cuenta con servicio de taxi y está comunicado con las siguientes líneas insulares de guagua:
| Línea | Trayecto                                  | Recorrido     |
| ----- | ----------------------------------------- | ------------- |
| 41    | Mazo – San Pedro – Hospital               | Horario/Línea |
| 200   | S/C Palma – Pueblo de Mazo – Fuencaliente | Horario/Línea |
| 201   | S/C Palma – Hoyo de Mazo – Fuencaliente   | Horario/Línea |
| 500   | Aeropuerto – S/C Palma                    | Horario/Línea |

## Patrimonio
- Parque Arqueológico de Belmaco. El municipio atesora uno de los principales yacimientos arqueológicos de la isla de la Palma, la llamada cueva de Belmaco (en realidad, se trata de varias oquedades cercanas entre sí), donde se hallan petroglifos de la época prehispánica, cuando el pueblo benahoarita vivía en la isla. El recorrido permite visitar los petroglifos in situ y objetos hallados en el lugar en una edificación que sirve como centro de recepción.[70]Iglesia de San Blas y casa parroquial

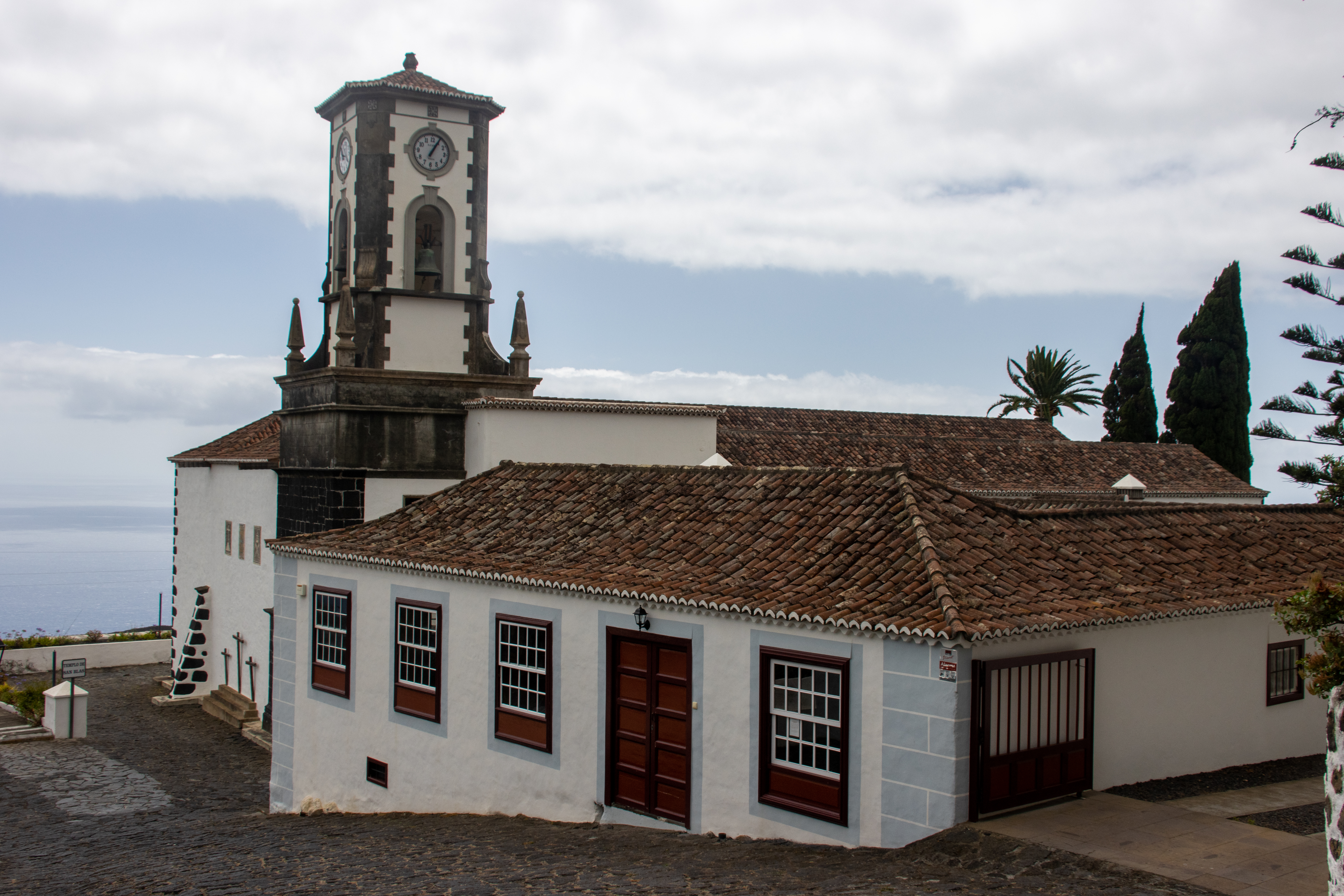
Iglesia de San Blas y casa parroquial

- Iglesia de San Blas. Tiene su origen en una ermita del siglo xv. Entre 1629 y 1639 se realizaron obras de mantenimiento y ampliación, consolidando su estructura. A partir de 1670, se acometieron reformas para alargar la iglesia y elevar la capilla mayor. En el siglo xviii se consideró el templo insuficiente para el vecindario, lo que motivó más reformas, incluyendo el alargamiento del presbiterio y la construcción de una segunda nave. Durante los siglos xix y xx, continuaron las reformas con la colaboración de los vecinos. La casa parroquial, construida en la segunda mitad del siglo xviii, tiene una planta cuadrada de un solo piso con un pequeño sótano, con fachadas de piedra, madera y tejas, y un patio central con aljibe.[71]
- Ermita Nuestra Señora de Los Dolores. Construida por el presbítero Tomás de Aquino Fernández Riverol en su hacienda de Lodero en 1761. En 1774, llegó desde Veracruz la imagen de la Virgen de los Dolores, reemplazando una pintura anterior. En 1865, se bendijo una nueva ermita cerca de la anterior, que fue demolida por orden del cura párroco don Juan Antonio Carpintero debido a su mal estado. La nueva ermita, de una sola nave, tiene un balcón sobre la puerta principal y una espadaña con tres campanas, construida en 1876 por el maestro Riveros. Entre sus bienes destaca la imagen de la Virgen de los Dolores y tres pinturas del siglo xviii, además de un Cristo tallado en 1873.[71]
- Ermita de San Juan de Belmaco. Construida en 1709 en Lomo Oscuro, fue erigida por don Juan Fernández Yanes, quien dejó sus bienes para la creación de una capellanía. Tiene una nave única, con una puerta en arco de medio punto y una sencilla espadaña con una campana. En su interior destaca una pila de agua bendita. A lo largo del tiempo, la ermita sufrió abandono y deterioro, y en la primera mitad del siglo xx comenzó su restauración, aunque los daños de los sismos del volcán de San Juan en 1949 destruyeron los trabajos previos. En los años 50, con la ayuda de los vecinos y la Dirección General de Regiones Devastadas, se repararon el edificio, altar, púlpito y bancos.[71]
- Ermita de Santa Rosalía. Construida en 1794 en Monte Breña por el Presbítero Domingo Lascano Yanes y Monteverde, quien dotó a la iglesia con una pensión anual para la celebración de una misa cantada en la festividad de la Santa y para el mantenimiento del templo. Al igual que otras ermitas locales, tiene una sola nave, con una puerta en arco de medio punto y una pequeña espadaña para una campana, además de una sacristía adosada. En 1942, la ermita fue restaurada por la familia Sotomayor, quien también financió los festejos durante varios años. La imagen de Santa Rosalía es una pequeña escultura con una mirada triste, sosteniendo un crucifijo y vestida con una túnica decorada.
- Ermita de Santo Domingo. Templo de nave única y torre adosada de corte contemporáneo, donde la combinación de formas verticales y horizontales es esencial. Inaugurado en Tigalate en 1971 por el Obispo Franco Gascón, siendo el Ministerio de la Vivienda el que subvencionaría los trabajos.
- Calle La Calzada. Es una de las pocas calles empedradas que quedan en la isla. Discurre en dirección este-oeste ascendiendo desde el templo parroquial de San Blas hasta la carretera general en la zona de correos. En ella se colocan los arcos en la fiesta de Corpus Christi.[72]La Casa Roja

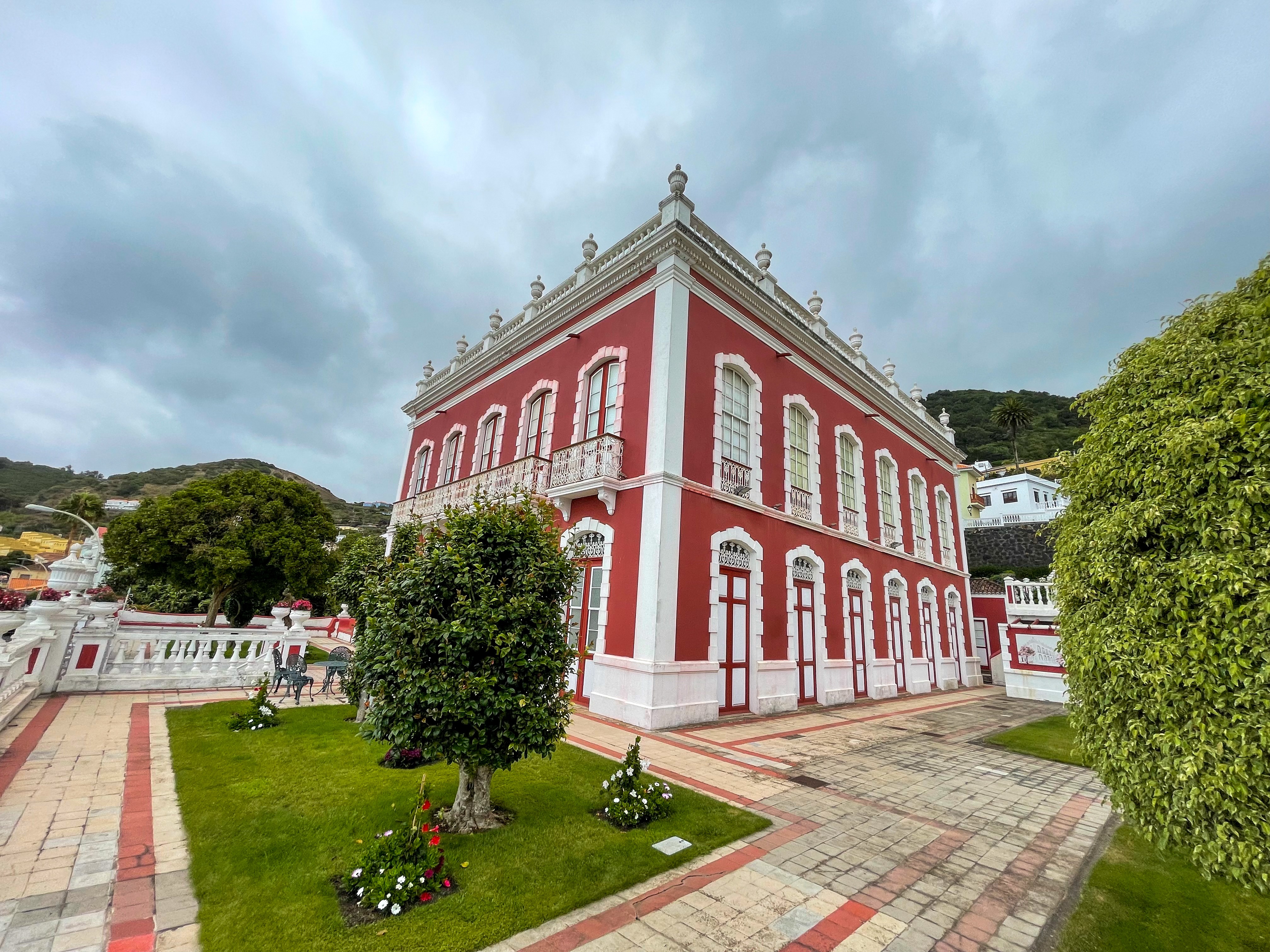
La Casa Roja

- Museo Casa Roja. Se trata de un imponente edificio indiano de trazas palaciegas, en el mismo núcleo urbano de la Villa de Mazo. Construida en 1911 por Leopoldo Pérez Díaz y decorada por Luis "La Tora", es de dos alturas y azotea. Su cubierta está formada por tres tejados a cuatro aguas, ocultos por una balaustrada con pilastras y adornos, restaurada en 1994 con copones. El edificio, rodeado de jardines, presenta simetría en las fachadas, con ventanas de guillotina y rejería de hierro fundido. En el interior destaca un patio con una destiladera poligonal, una escalera imperial de madera y suelos de mosaico y madera. En 1970 fue convertido en hotel y, en 1988, adquirido por el Ayuntamiento de Villa de Mazo. Alberga en la actualidad un centro sobre el bordado, de gran tradición local, y la festividad del Corpus Christi, sin duda la mayor manifestación cultural del municipio, declarada Fiesta de interés turístico nacional.[32]
- Biblioteca Municipal Alonso Pérez Díaz. La casa familiar de Alonso Pérez Sánchez combina elementos de estilo urbano y rústico. Se destacan detalles neoclásicos, como la cornisa y los balaustres, junto con elementos tradicionales canarios, como las ventanas de guillotina y la cubierta de teja. A lo largo del tiempo, se añadieron nuevas construcciones, incluida una ampliación en los años 70, respetando el estilo original. La fachada principal tiene balaustres de madera y pilastras, y la planta baja albergaba la bodega y almacenes. La planta alta contenía la vivienda, con suelos de madera y techos sencillos. El patio trasero cuenta con una escalera de piedra que lleva a la cocina, donde sobresale la destiladera. La carpintería interior es simple, con puertas de cuarterones.[32][73]

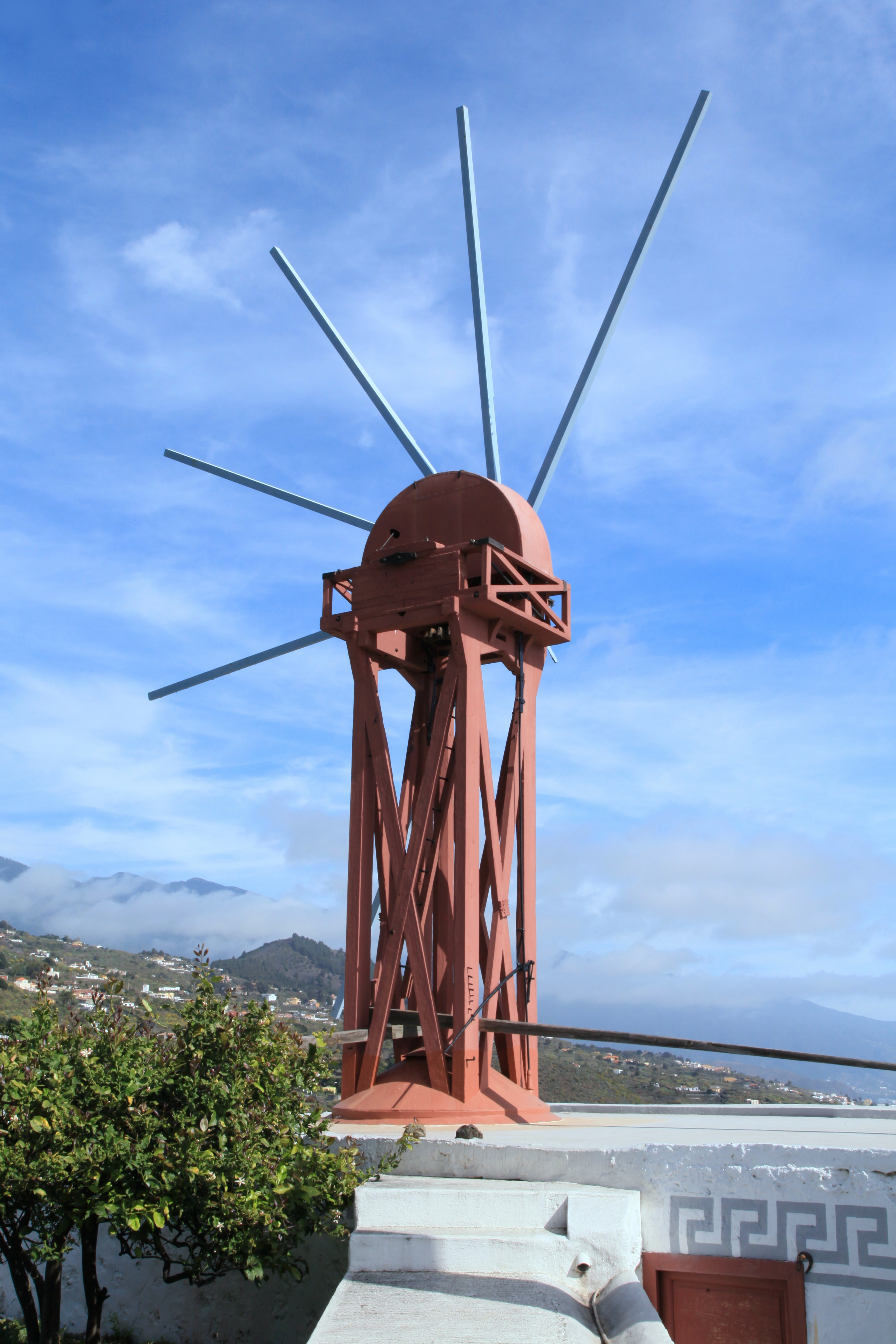
Molino de Monte Pueblo

- Molino de Monte PuebloMolinos. El molino de piedra, de origen aborigen, fue utilizado en La Palma hasta principios del siglo xx. Los de viento, con velas de tela hasta el siglo xix, fueron transformados por Isidoro Ortega, quien innovó su diseño con un armazón giratorio de doce brazos. Existían varios molino del sistema Ortega en Mazo, como en Tirimaga o en Monte Pueblo, en un complejo artesanal con molino de viento, panadería, carpintería y otras instalaciones.[74]
- Bodegas y lagares. Situadas cerca de los viñedos y separadas de la casa rural, a menudo en forma de L o contiguas. Las bodegas, construidas con piedra seca y basalto en las esquinas, tienen techos de pino de tea y teja árabe a dos aguas. El suelo se cubre con picón y, en raras ocasiones, con tablas. Tienen una única puerta de acceso con un pequeño orificio y ventanillo para permitir la entrada de luz. Los lagares son de madera de tea y a diferencia de Tenerife, es raro encontrarlos al aire libre.[32]
- Las maretas. Zonas costeras en las que se realizaba el proceso de curtido de chochos. El campesinado entregaba el grano a los mareteros, familias que se trasladaban allí en verano para tostar, endulzar y secar los chochos, antes de llevarlos al molino para hacer gofio, cobrando entre el 10% y el 15% del grano tratado. Las instalaciones se organizaban racionalmente, con viviendas, fogones, pozos de agua filtrada y secaderos al aire libre. El proceso incluía el tostado en fuego de leña, el remojo en pozos durante una semana y el secado al sol durante varios días.[32]
- Faro de Arenas Blancas. Diseñado en 1989 por los ingenieros Enrique Martínez Tercero y Mariano Navas Gutiérrez, su diseño es funcional pero con características constructivas y formales innovadoras. El faro tiene un alcance nominal de 15 millas.[65]

## Cultura

### Instalaciones culturales
Tanto en el casco urbano como en el resto de los barrios del municipio se han ido construyendo a lo largo de los años unos locales para su uso como centros de dinamización cultural de los vecinos. En ellos se celebran todo tipo de eventos, música, teatro, celebraciones festivas, el enrame de los arcos para la fiesta de Corpus Christi, cursos de artesanía, etc.
- Sociedad de Instrucción y Recreo La Unión, en El Pueblo.
- Asociación Cultural Nuevo Surco, en La Rosa.
- Asociación Centro Cívico Santa Rosalía, en Monte Breña
- Centro de la tercera edad Virgen de Los Dolores, en El Pueblo.
- Centro Cultural Andares, en El Pueblo.
- Centro Cultural de Tiguerorte.
- Centro Cultural de Tigalate.
- Centro Cultural de Montes de Luna.
- Centro Cultural de Malpaíses de Arriba (Tirimaga).
- Centro Cultural de Lodero.
- Centro Cultural de La Sabina.
- Centro Cultural de San Simón.
- Centro Cultural de Monte.
- Centro Cultural de Malpaíses.
- Centro Cultural de Callejones.

### Deporte
El municipio dispone de las siguientes instalaciones para la práctica del deporte:
- Campo de fútbol municipal, en El Pueblo.
- Polideportivo municipal David Jiménez Silva, en El Pueblo.
- Circuito automovilístico Llanos del Calvario, en El Pueblo.
- Cancha polideportiva de Monte Breña.
- Cancha polideportiva de La Rosa.
- Cancha polideportiva de Callejones.
- Cancha polideportiva de La Sabina.
- Cancha polideportiva de Malpaíses de Abajo.
- Cancha polideportiva de Tiguerorte.
- Cancha polideportiva de Tigalate.
- Cancha polideportiva de Montes de Luna.

Entre otros, los clubes deportivos del municipio son:
- La Unión Deportiva Mazo de fútbol, que milita en primera regional.[76]
- El Club de Lucha San Blas, de lucha canaria.
- El Club Deportivo de Bola Canaria y Petanca Casa Augusto, de Montes de Luna.[77]

### Religión

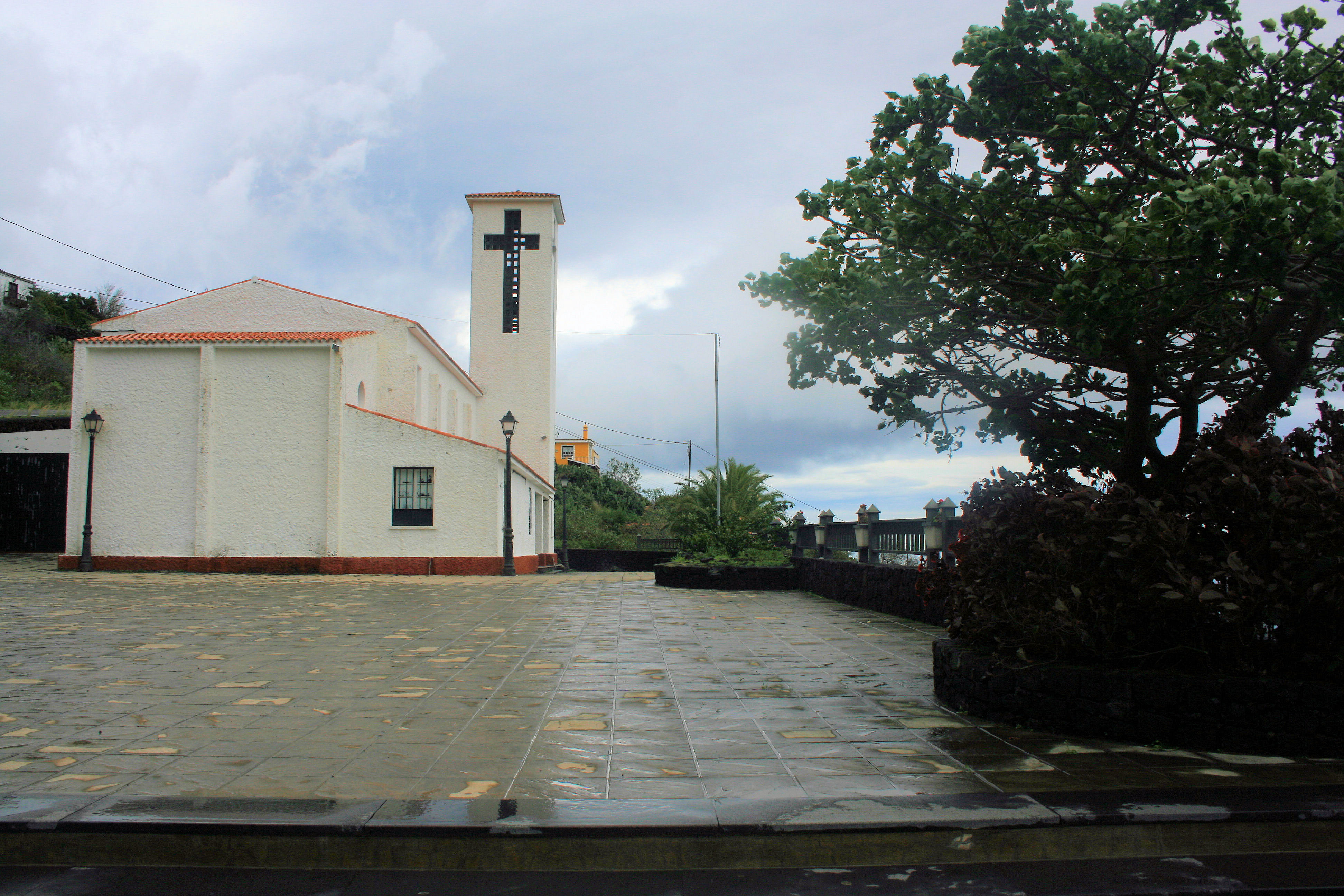
Ermita de Santo Domingo de Tigalate

La población creyente del municipio profesa mayoritariamente la religión católica, estando repartida la feligresía en cuatro parroquias pertenecientes al arciprestazgo de Santa Cruz de La Palma de la diócesis Nivariense.
- Iglesia de San Blas, en El Pueblo.
- Ermita de Nuestra Señora de Los Dolores, en Lodero.
- Ermita de Santa Rosalía, en Monte Breña.
- Ermita de Santo Domingo, en Tigalate.

Otros ejemplos de la arquitectura religiosa del municipio son la ermita de San Juan de Belmaco, en Lomo Oscuro, el nicho de San Simón Estilita y pequeñas capillas en La Bajita y La Salemera.

### Fiestas

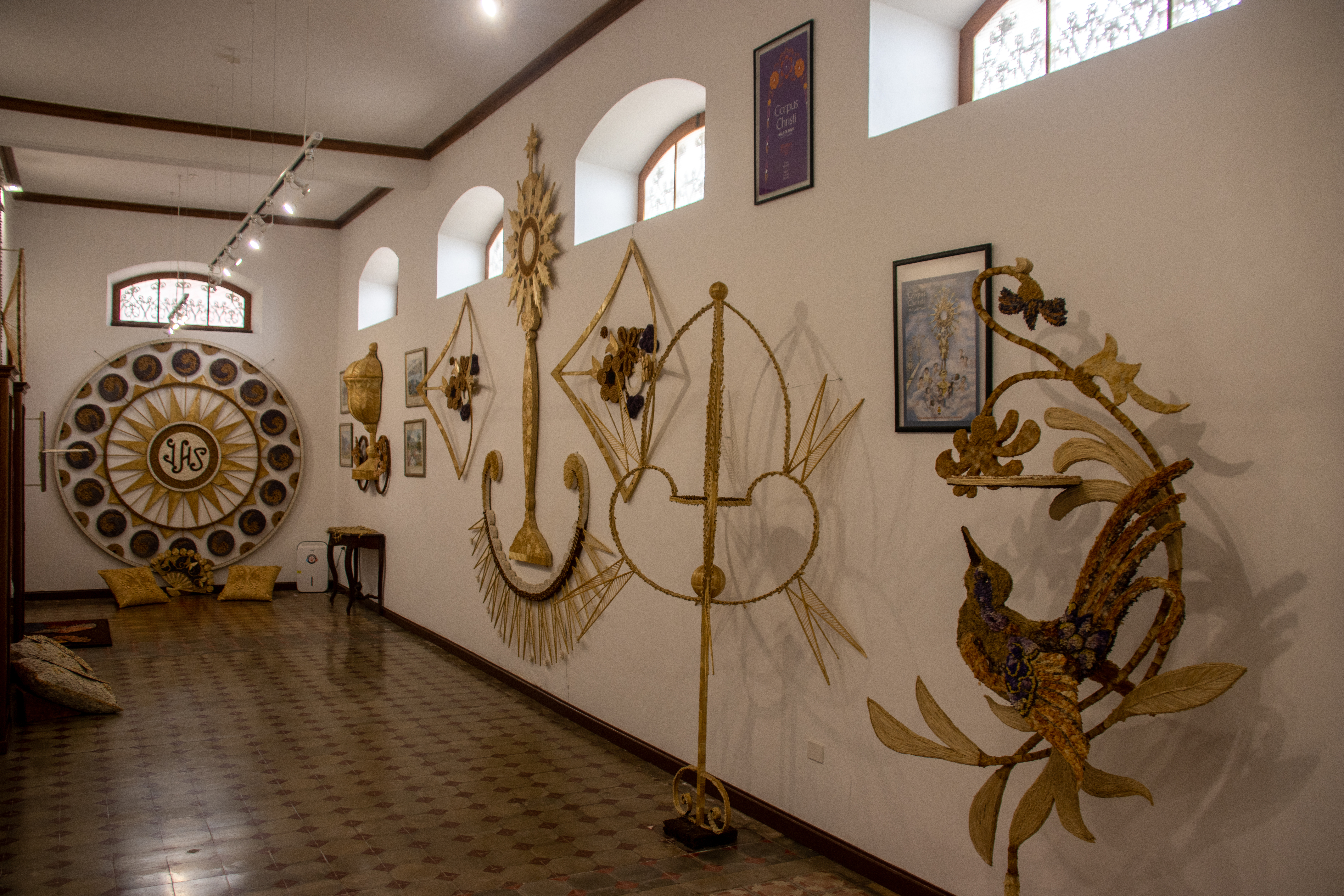
Museo del Corpus Christi en la Casa Roja

La Fiesta del Corpus Christi es la celebración más tradicional y emblemática del municipio. Se celebra anualmente de jueves a domingo, destacándose especialmente por la ornamentación de las calles de El Pueblo con arcos, pasillos, alfombras y tapices elaborados con materiales naturales como pétalos, semillas, hojas, musgos y líquenes. Estos adornos se colocan en las vías por donde transita la procesión del Santísimo Sacramento, que se celebra el jueves posterior al octavo domingo después del Domingo de Resurrección. Declarada Fiesta de Interés Turístico Nacional en 1985, en esta celebración resalta no solo la devoción religiosa, sino también la colaboración comunitaria, ya que la vecindad de cada uno de los quince barrios del municipio participa de manera voluntaria en la preparación de los arcos y en la decoración de las calles, constituyendo una manifestación de identidad cultural y unión vecinal.
La festividad tiene sus orígenes en 1605, año en que se celebró la primera procesión del Corpus Christi en Villa de Mazo, tras la instalación del Santísimo Sacramento en el templo de San Blas. Desde finales del siglo xix, los habitantes de los diferentes barrios comenzaron a participar activamente en la decoración de las calles mediante alfombras, pasillos y la colocación de altares improvisados. La tradición fue evolucionando, y hacia los años 50 del siglo XX comenzaron a confeccionarse los arcos actuales, que inicialmente eran estructuras de madera y brezo. El primer arco en la forma seguida actualmente fue el del barrio de La Sabina, diseñado en 1953 por Pedro González (conocido como Pedro Calero), quien lo colocó en el cruce de La Calzada con la calle Maximiliano Pérez Díaz. A partir de este momento, otros barrios se sumaron a la tradición, y los arcos fueron incrementando en tamaño y complejidad con el tiempo.
Otras fiestas tradicionales que se celebran en Villa de Mazo son las siguientes:

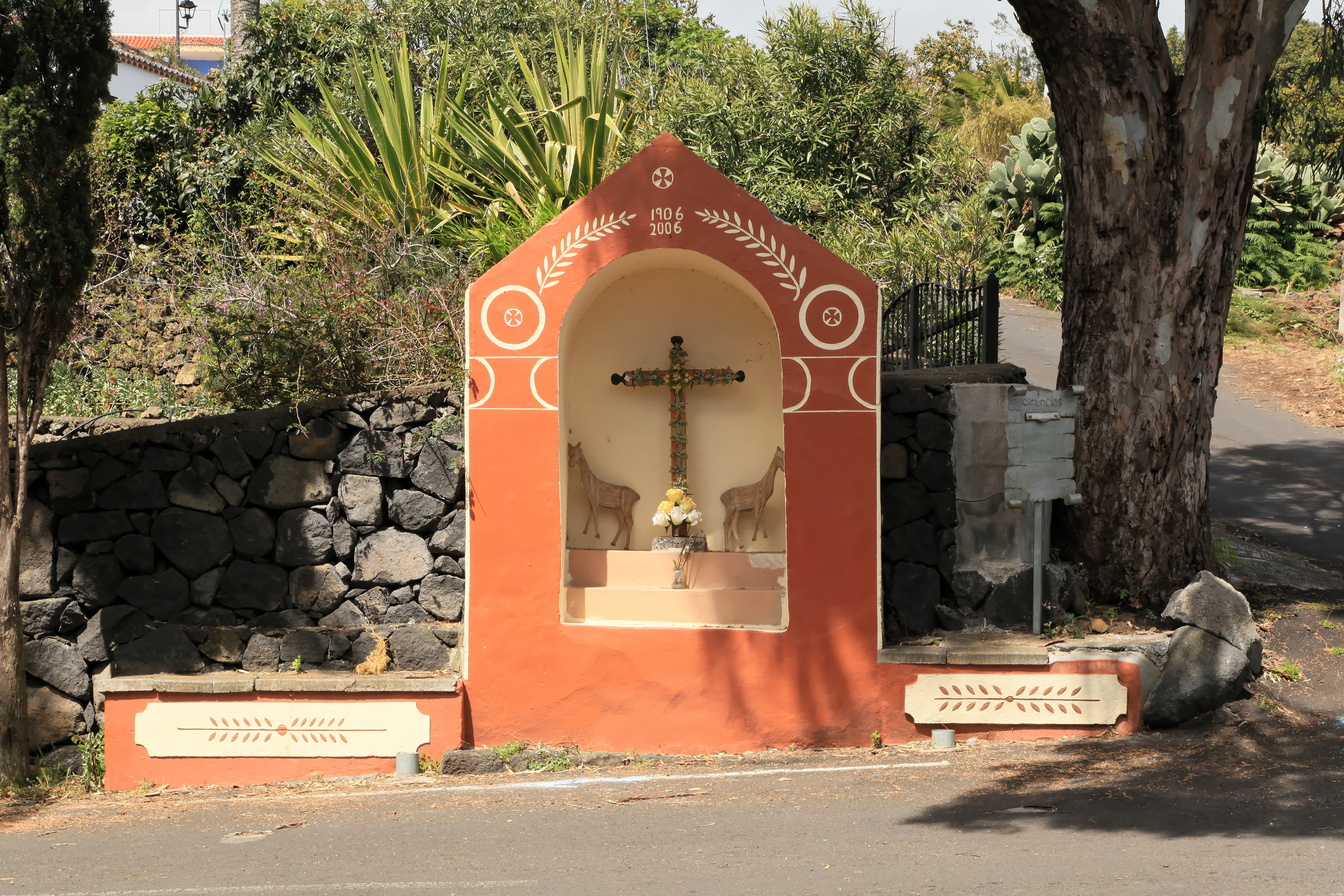
Cruz del monte

- Cruz del monteSan Blas (3 de febrero). Fiestas patronales. Ofrenda floral, reparto de panecillos, pulseras y cordones.
- Carnaval (febrero o marzo). Desfiles callejeros y elaboración de comidas típicas para estas fechas.
- Día del municipio (18 de marzo). Homenaje al día en el que se firmó el decreto de concesión del título de Villa. Difusión del conocimiento de las tradiciones y la cultura del municipio, entrega de los premios de “Destacados del Municipio”, concursos de redacción, dibujo y fotografía y encuentro en Tenerife con mazucos residentes en la isla.
- Fiesta de La Cruz (3 de mayo). De gran arraigo en La Palma, la vecindad enrama las distintas cruces situadas en el municipio. Destacan la Cruz del Monte, la de La Rosa, la del Calvario, la Cruz de Lorenzo o de Pecado, La Crucita, la del Palo Podrido, la cruz de El Poleal, etc.
- San Juan de Belmaco (junio). En el barrio de Malpaíses, incluye cuadro plástico, actuaciones musicales, festivales folclóricos, festival de poesía, teatro, juegos populares y deportivos y verbena popular.
- San Simón Estilita (agosto). Fiestas del barrio.
- Santo Domingo de Guzmán (agosto). Fiestas de Tigalate.
- San Lorenzo (agosto). Fiestas copatronales. Incluye la romería de San Roque.
- Los Dolores (agosto o septiembre). Fiestas de Lodero. Además de los actos religiosos y populares propios de esta fiesta (carreras de caballos, competiciones deportivas y otros eventos), siempre han tenido una gran presencia los fuegos artificiales. Tras la medianoche del último día de las fiestas, salen a la plaza gigantes y cabezudos en medio de la verbena, como avanzadilla de todo un conjunto de figuras con pirotecnia que van danzando entre la gente, hasta el momento de dar paso al Borrachito Fogatero. Desde que saliera por primera vez en el año 1979, del cuerpo de este gracioso personaje danzarín salen fuegos de artificio dándole colorido a una noche en la que se le rinde este singular homenaje a la tradición vinícola de la zona. "El Baile del Borrachito Fogatero" fue declarado Bien de Interés Cultural en 2014, con categoría de ámbito local.[7]
- Santa Rosalía (septiembre). Fiestas de Monte Breña. Cuadro plástico, verbenas, recital de música canaria, encuentro de versadores, carrera de caballos, etc. Antiguamente se realizaba la quema del machango y la machanga.
- El Carmen (septiembre). Fiestas de La Bajita y La Salemera, en fines de semana consecutivos. Verbenas, festivales, concursos y campeonatos diversos.
- San Martín (11 de noviembre). Primera prueba del vino nuevo para comprobar su calidad. Castañas asadas.
- Navidad (diciembre y enero). Baile de los pastores (Nochebuena y víspera de reyes), auto de los Reyes Magos.

## Personas destacadas
- Elías Yanes Álvarez. Teólogo y Arzobispo emérito de Zaragoza.
- Gregorio Toledo. Pintor.
- Alonso Pérez Díaz. Político, abogado y filósofo.
- Pedro Pérez Díaz. Abogado, político y filósofo.
- Maximiliano Pérez Díaz. Farmacéutico y político.
- Norberto Pérez Díaz. Sacerdote.
- Pedro Henríquez Almeida. Militar, marino y constructor naval.
- Raimundo Manuel Martel San Gil. Geólogo.
- Hiscio Amílcar Morera Bravo. Médico.
- Luis Tomás Leal (1688-1757), provincial de la Orden de Predicadores en Canarias entre 1727 y 1735.